# Kecskemét tömegközlekedése

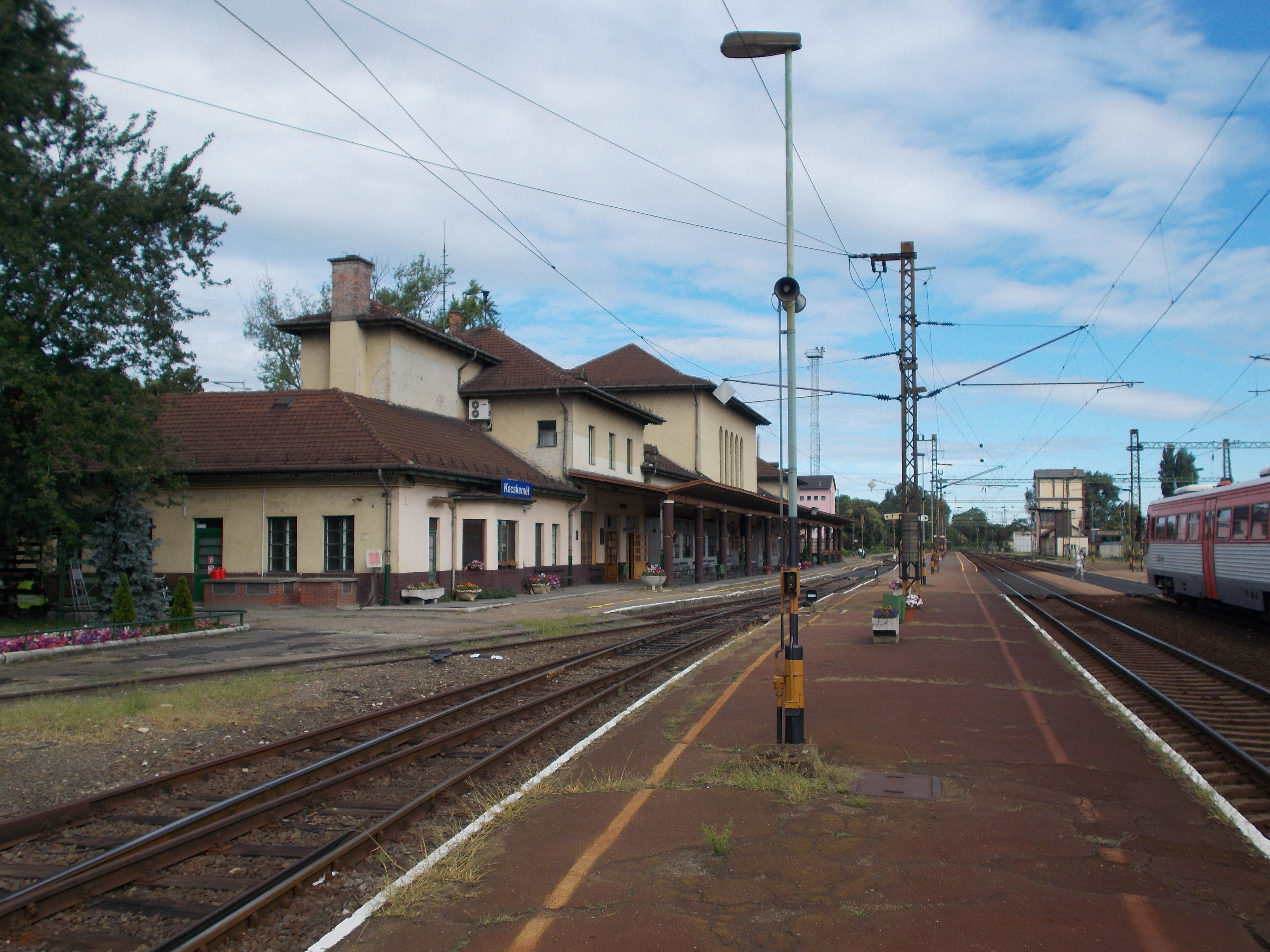
Kecskemét vasútállomás

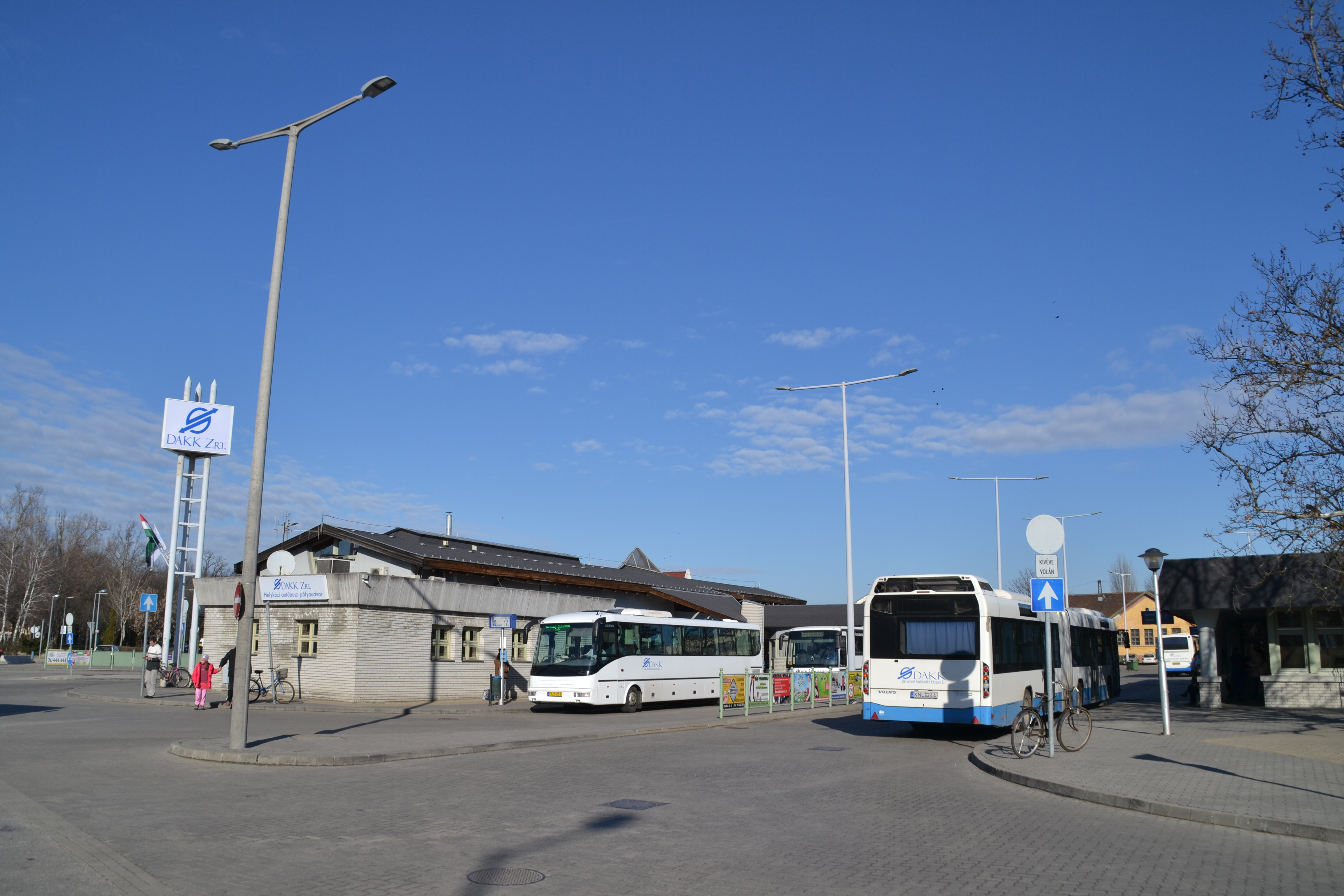
Helyközi autóbusz-állomás

Kecskemét tömegközlekedéséről a Kecskeméti Közlekedési Központ megrendelésére az INTER-TAN-KER Zrt. gondoskodik.
A Volánbusz a Noszlopy Gáspár parkban működteti autóbusz-állomását, ahol helyközi és távolsági buszok közlekednek. Az állomás közel van a vasútállomáshoz is.
A Kodály Zoltán téren (vasútállomás előtti téren) van a helyi buszok egyik legnagyobb csomópontja, Vasútállomás néven üzemel, és innen indulnak az 1, 2D, 2S, 7, 7C, 12D, 15, 19, 21, 21D, 22, 25, 32, A Vasútállomás épületében lehetőség van a KeKo valamennyi papír alapú díjtermékét megvásárolni.
A városközpontban lévő Széchenyi tér megállóhely-csoport a helyi viszonylatok mintegy kétharmadának végállomása. Innen – a jellemzően sugaras-hurkos hálózat eredményeként – gyakorlatilag átszállás nélkül bármelyik városrész jól megközelíthető autóbusszal. A hálózat hátránya ugyanakkor, hogy a szomszédos városrészek közötti közlekedés általában a mára túlterhelt Széchenyi téren keresztül, átszállással történik.
A városban két alközpont működik, amelyek jelentős csomópontok és több kocsiállással rendelkeznek . Az egyik a Margaréta Otthon, 3 kocsiállással rendelkezik, innen indul a 4, 12, 14 és 14D járatok. A másik a Daimler I. kapu, több kocsiállással rendelkezik, innen indul az 1D, 2D, 12D, 13D, 14D, 15D, 21D, és valamennyi Volánbuszos járat.
A kecskeméti helyi járathoz tartozó 76 autóbusz karbantartását, javítását a Paul Lechler utcai járműtelepen végzik.

## Kecskemét közösségi közlekedésének története

### Közúti villamos terve a századfordulón

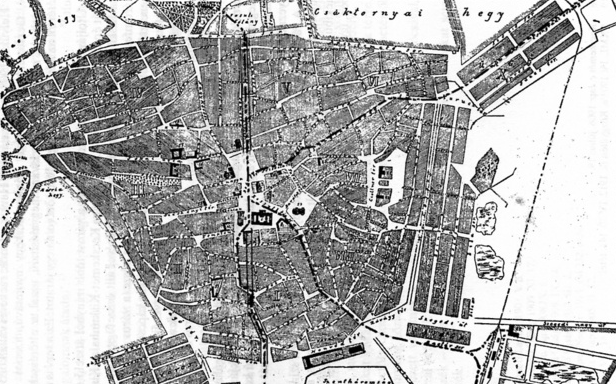
Közúti villamos tervezett nyomvonala, 1900.
A nyomvonaltervet bemutató térképet a megszokott északi tájolás helyett kelet-északkeleti tájolással készítették, hangsúlyozva ezzel, hogy a város – akkori – tengelye a mai Rákóczi út – Petőfi Sándor utca vonala.

A 19. században tömegközlekedés – a város nagy kiterjedése ellenére – nem létezett Kecskeméten. Ennek alapvető oka a kövezett utcák alacsony száma és rövid hossza volt. 1871-ben például a lóvasút létesítése azért hiúsult meg, mert a város a lóvasút által érintett utcák kikövezését nem vállalta magára. Miután 1897-ben Kecskemétre is megérkezett a villamos közvilágítás, újból napirendre került a helyi tömegközlekedés létesítése. 1898-ban Gerster Béla és Török Emil fővárosi mérnökök fordultak villamosvasút építésének tervével a törvényhatósághoz.
Az 1890-es évek végén, az 1900-as évek elején 3 villamosjáratot terveztek megvalósítani Kecskeméten.
Ezekben az években hozták létre – teret hagyva a villamospályának – a Rákóczi utat, tervezték a Vásári utca (a mai Petőfi Sándor utca térsége) területrendezését. (Ekkor a város területe jórészt a mai Nagykörúton belüli részre korlátozódott.)
Az 1911-es nagy földrengés és az első világháború meghiúsította a villamospálya megépítését, a Vásári utca szabályozása csak jóval később, az 1970-es években történt meg.
A Rákóczi út és a Vasútkert revitalizációja 2006-ban újra napirendre került.

### Az autóbuszos közlekedés kialakulása (1950-es, 1960-as évek)
A város autóbuszos közlekedése az 1950-es években kezdődött: Az 1950. szeptember elsején létrehozott Kecskeméti Teherfuvarozási Vállalat szervezeti átalakulása, névváltoztatása után – 1953-ban – jött létre a 43-as és a 44-es számú Autóbusz-közlekedési Vállalat (AKÖV). A vállalat az autóbuszok közlekedtetése mellett teherfuvarozással, taxiszolgáltatással is foglalkozott. Az autóbuszok a Tanácsháza és a MÁV Nagyállomás elnevezésű megállóhelyekről indultak. Az 1960-as években 15 viszonylat üzemelt. A fokozatos fejlődésnek köszönhetően 1970-re a városban már 42 helyi vonalon közlekedtek menetrend szerinti járatok.
A járatok kalauz nélkül közlekednek. Felszállás az első, leszállás a hátsó ajtón történik. Felszálláskor a menetdíjat 1 vagy 2 Ft-os pénzérmékben kell a gépkocsivezető mögött elhelyezett perselybe bedobni. Bérletjeggyel utazók bérletjegyüket – a bérletigazolvánnyal együtt – felszálláskor az előírt tokban tartoznak a gépkocsivezetőnek felmutatni. Gyermekek 6 éves korig kísérővel díjtalanul utazhatnak, azonfelül kötelesek a teljesárú menetjegyet megfizetni. Bérletjegyek elsején 0 órától a tárgyhót követő hónap 5-én 24 óráig érvényesek.

### A közlekedési csomópontok kialakulása (1970-es évek)
Az AKÖV 1970. szeptember 1-jétől 9. sz. Volán Vállalat néven működött tovább.
A város első helyi csomópontja a Széchenyiváros decentrum volt, amelyet 1976 januárjában adtak át a forgalomnak. 1976 decemberére készült el – a Vasútállomás szomszédságában – a Felszabadulás park (ma: Noszlopy Gáspár park) állomás. A harmadik – a városrendezéseknek köszönhetően – a városközpontban, a Széchenyi téren (területrendezés előtt: Hock János utca) épült fel. Utóbbi kettő a mai napig működik.
A Széchenyiváros autóbusz-állomás fontos viszonylatok kiindulópontja volt. Innen indult a 6-os, a 12-es, a 13-as, a 22-es és a 24-es busz. A Nyíri út és az Akadémia körút kereszteződése közelében felépített alközpont 1999-ig üzemelt. Az érintett viszonylatokat áthelyezték a másik kettő buszállomásra, kivéve a 24-es viszonylatot, amely ezzel egyidőben megszűnt. (Kísérleti jelleggel a Metro Áruház és a Széchenyi tér között újra közlekedtek hasonló jelzéssel autóbuszok, ám ez az alacsony kihasználtság miatt nem sokáig járt.)

### A viszonylathálózat bővülése (1980-as évek)
Az Ikarus 200-as család erőteljes megjelenése a járműparkban az 1980-as évekre tehető.
1984-ben – újabb névváltoztatás után – jött létre a Kunság Volán Autóbusz-közlekedési Vállalat.
Az autóbuszok számának növekedése lehetőséget adott arra, hogy a város a külső városrészeit is bevonja a helyi hálózatba. Ennek következtében 1985-ben sorolták be a helyi közösségi közlekedésbe Hetényegyházát, Miklóstelepet és Katonatelepet. Az 1988-as évben a helyi járatok száma 28 volt. Ebben az időszakban különösen a csuklós buszok aránya növekedett, Kecskeméten elérte a 60%-ot.

### Változások a közösségi közlekedésben (1990-es, 2000-es évek)
1992-ben a Kunság Volán részvénytársasággá alakult.
Az 1990-es évek közepétől – a bliccelések ellen hozott határozat értelmében – az autóbuszokra ismét csak az első ajtón szabad felszállni, menetjegy-érvényesítéssel vagy -vásárlással, illetve a bérletjegy felmutatásával.
A Széchenyiváros állomás megszüntetése következtében – 1999 után – a vonalhálózat átalakult.
A 2000-es években változások történtek a kecskeméti közösségi közlekedésben. Egyes járatokat megszüntettek (34-es, 38-as), másokat ritkítottak (5-ös, 7C, 9-es, 20-as, 52-es), megint másokat összevontak (4A, 18-as). A 21-2-es autóbuszjáratot megszüntették, illetve összevonták a 21-1-es jelzésű autóbuszjárattal: A két járat együttes követési ideje csúcsidőben 15 perc volt, ezt váltotta fel a 21-1-es járat 20 perces követési ideje. A 2000-es évek elején a 3 legforgalmasabb vonal az 1-es, a 14-es és a 20-as jelzésű volt. A 14-es vonalon jártak a legsűrűbben autóbuszok (10-15 perc), az 1-es vonalon viszont napszaktól függően 5-30 perc között változott a követési idő. A 20-as vonalon egész nap 15-20 perc volt az átlagos követési idő. Több törzsvonalon (2-es, 3-as, 4-es, 6-os, 21-1-es) a követési idő 15-30 perc között változott.
2008. március 1-jétől jelentős – egyes járatok esetében drasztikus (5-ös, 9-es) – járatritkítást végeztek. Ezt 2008. június 14-én – egyes útvonalak rövidítése mellett – csekély járatnövelés követte. 2009. január 1-jétől újabb változásokat vezettek be, amelyet 2010. január 1-jén újabb járatritkítások követnek.

### A közlekedés jelenlegi helyzete
A városközpontban található Széchenyi tér napjainkban túlterhelt: Míg építésekor 6 autóbuszvonalra tervezték, jelenleg 19 buszvonal járatait kell befogadnia. Születtek tervek, amelyek a Széchenyi téri közlekedési csomópontot teljesen megszüntetnék és újabb autóbusz-decentrumot hoznának létre a város egyik külső pontján. (Az Uszoda közelében.) Másik elképzelés szerint a jelenleg egyirányú Kiskörutat a városközpont körül kétirányúvá tennék az autóbuszok számára. Egyelőre azonban a Széchenyi tér fejállomás jellege megmaradt: A jelenlegi sugaras vonalhálózat igényli a városközponti megállóhely-csoportot. A tér forgalmának csökkentése csak új – átmérős vonalakból álló – hálózat létrehozásával lehetséges.
2014-ig európai uniós és önkormányzati önerőből 60 milliárd forintos ráfordítással fejleszteni kívánták a megyeszékhely tömegközlekedését. Magyarországon egyedülálló, vezeték nélküli trolibuszhálózat kiépítését tervezték, emellett környezetkímélő autóbuszok, új csomópontok és közlekedési hálózat kialakítása volt a cél. Ezekből 2016-ig mindössze az új autóbuszok beszerzése valósult meg.
2015. január 1-jétől – a Volán Vállalatok regionális vállalatokba olvadásával – a DAKK Zrt. üzemeltette az autóbusz-hálózatot, a buszközlekedés irányítását 2019. október 1-jén a Volánbusz vette át.
A város önkormányzata a városi tömegközlekedés tervezésére, szervezésére és megrendelésére 2019 áprilisában megalapította a Kecskeméti Közlekedési Központot (KeKo). A KeKo még a nyár során pályázatot írt ki a helyi járat üzemeltetésére 2020. január 1-jétől 10 évre. A pályázat anyagát öt cég vásárolta meg – köztük az éppen aktuális szolgáltató, a DAKK is –, azonban határidőig csupán a nyertesként kihirdetett ITK Holding Zrt. adott be érvényes ajánlatot. Ezzel január 1-jétől az IKT Holding autóbuszos Inter Tan-Ker Zrt. leányvállalata kezdheti meg a helyi járat üzemeltetését, amelyhez az önkormányzat a szolgáltató rendelkezésére bocsátja a város tulajdonában álló hibrid Mercedes autóbuszokat.

## Járműpark

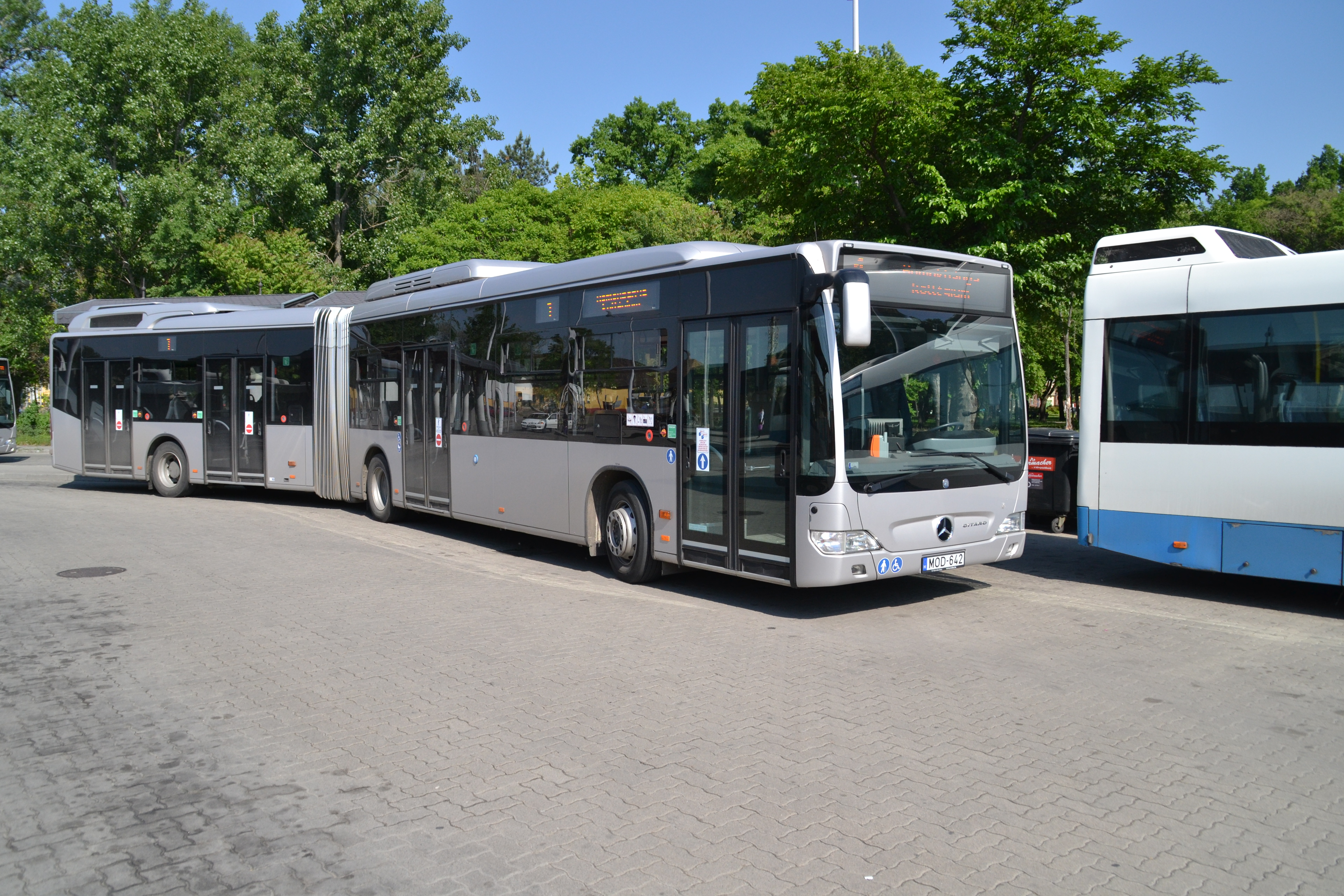
Mercedes-Benz Citaro G

Kecskeméten a közszolgáltatást 76 busz látja el, amit az INTER-TAN-KER Zrt. üzemeltet (zárójelben feltüntetve a beszerzés éve):
- 20 Mercedes-Benz Citaro G alacsonypadlós csuklós hibrid busz (2014) MOD-620, MOD-622-625, MOD-627, MOD-629-631, MOD-633-643
- 25 Mercedes-Benz Conecto NG alacsonypadlós szólóbusz (2020) RWA-501-525
- 20 Mercedes-Benz Reform 500 LE alacsony belépésű szólóbusz (2020) RWA-526-545
- 4 Mercedes-Benz Sprinter midibusz (2020) RWA-546-548
- 2 ITK Reform-S Commute Mercedes-Benz Sprinter alapú midibusz (2021) STD-392,393
- 5 Mercedes-Benz Conecto G NG alacsonypadlós csuklósbusz (2025) AI HY-171-175

## Kecskemét viszonylatai

### Kecskemét autóbuszvonalai
| Kecskemét autóbuszvonalai (1967) |
| --- |
| 1. számú vonal. MÁV Nagyállomás – Tanácsháza – Homokbánya Megállóhelyek. MÁV Nagyállomás, MÁVAUT pályaudvar, Rendőrség, Szakszervezet, Tanácsháza, Gyógyszertár, Katona József Gimnázium, Lakatosipari Vállalat, Megyei Kórház, Kiskecskemét, Kullai megállóhely, Homokbánya. |
| 2. számú vonal. Tanácsháza – Halasi út – Finommechanikai Vállalat – Téglagyár – Halasi út – Tanácsháza Megállóhelyek. Tanácsháza, Gyógyszertár, Leninváros, ZIM, Parkettagyár, Külső körút, AGROKER, Finommechanikai Vállalat, Téglagyár, Halasi úti iskola, Joó Mária utca, Daráló, Parkettagyár, ZIM, Leninváros, Gyógyszertár, Tanácsháza.                                                                            |
| 3. számú vonal. Tanácsháza – Méheslaposi iskola – Kísérleti Gazdaság Megállóhelyek. Tanácsháza, Zeneiskola, DÁV, Kuruc tér, Kereszt utca, Sorompó, Műkert, Park Vendéglő, Méheslaposi iskola, Kísérleti Gazdaság. |
| 4. számú vonal. Tanácsháza – Repülőtér – Mintagyümölcsös Megállóhelyek. Tanácsháza. Zeneiskola, Aluljáró, Szívós megálló, Kinizsi Konzervgyár, Kovács műhely, 1. számú Vegyesbolt, Repülőtér, Mintagyümölcsös. |
| 5. számú vonal. Tanácsháza – Kodály tér – Máriavárosi Pályaudvar – Kodály tér – Tanácsháza Megállóhelyek. Tanácsháza, Széchenyi Tér, Kodály tér, Honvéd Kórház, Kupa utca, Cserép utca, Tatársor, Máriavárosi Pályaudvar, Cigány János utca, Toldi utca, Nyíri utca, Ady Endre út, Honvéd Kórház, Kodály tér, Széchenyi tér, Tanácsháza.                                                                                 |
| 6. számú vonal. Tanácsháza – Ipoly utca – Konzervgyár – Szeleifalu Megállóhelyek. Tanácsháza, Gyógyszertár, Leninváros, Árpád körút 17., Maros utca, Alföldi Konzervgyár, MÉH telep, Füszért Vállalat, Szeleifalu. |
| 7. számú vonal. Tanácsháza – Bodzai út Megállóhelyek. Tanácsháza, Megyei Tanács, Rigó utca, Zöldségbolt, Szegedi út, Villanymalom, Gázért Vállalat, Külső körút, Bodzai út. |
| 8. számú vonal. Tanácsháza – MÁVAUT pályaudvar – Nyomási iskola Megállóhelyek. Tanácsháza, Szakszervezet, Nagykőrösi utca, Kórház, Barneváll, Olajmalom, Madárköz, Kuti megálló, Madárköz, Olajmalom, Barneváll, Kórház, Nagykőrösi utca, Tanácsháza. |
| 9. számú vonal. Tanácsháza – Talfája köz Megállóhelyek. Tanácsháza, SZTK, Erdős Imre utca, Őz utca, Bethlen körút, Talfája köz. |
| 10. számú vonal. Tanácsháza – Budai kapu – 22. számú Vegyesbolt Megállóhelyek. Tanácsháza, SZTK, Erdős Imre utca, 12. számú Gyógyszertár, Budai kapu, Népbolt, Kovácsműhely, Csikai megálló, 22. számú Vegyesbolt. |
| 11. számú vonal. Tanácsháza – Bogovicsfalu Megállóhelyek. Tanácsháza, Széchenyi tér, Kodály tér, Nevelő Intézet, Temető, Bogovics felső, Bogovicsfalu. |
| 12. számú vonal. Tanácsháza – Köztemető Megállóhelyek. Tanácsháza, Zeneiskola, Aluljáró, Szívós megálló, Békefasor 58., Szilágyi E. utca, Köztemető. |
| „K” Körjárat. Vasútállomás – Bethlen körút – Széchenyi körút – Máriavárosi Pályaudvar – Dózsa György út – Árpád körút – Kurucz körút – Vasútállomás Megállóhelyek. MÁV Nagyállomás, MÁVAUT pályaudvar, Kaszap utca, Talfája köz, Budai kapu, Cigány János utca, Máriavárosi vasútállomás, Katona József Gimnázium, Leninváros, Bajcsy Zsilinszky utca, Csáktornyai utca, Hűtőház, Aluljáró, Rákóczi út, MÁV Nagyállomás. |
| 14. számú vonal. Tanácsháza – Miklovicsfalu Megállóhelyek. Tanácsháza, SZTK, Erdős Imre utca, Gyógyszertár, Dimitrov tér, Mikszáth körút, Vacsihegy 4. sz., Miklovicsfalu, Vacsihegy 4. sz., Mikszáth körút, Dimitrov tér, Gyógyszertár, Erdősi Imre utca, SZTK, Tanácsháza. |
| 15. számú vonal. Tanácsháza – Kötöttárugyár Megállóhelyek. Tanácsháza, Gyógyszertár, Leninváros, Szultán utca, Villanymalom, Gázért V., Kötöttárugyár. |

| 1. számú járat. Nagyállomás – Városi Tanács – Homokbánya                |
| 2. számú járat. Hock János utca – Leninváros – Téglagyár (Halasi út)    |
| 2A. számú járat. Hock János utca – Alsópályaudvar                       |
| 3. számú járat. Hock János utca – Kísérleti Gazdaság (Műkert)           |
| 4. számú járat. Hock János utca – Repülőtér                             |
| 5. számú járat. Hock János utca – Máriaváros                            |
| 6. számú járat. Hock János utca – Szeleifalu                            |
| 7. számú járat. Hock János utca – Habselyemgyár                         |
| 8. számú járat. Hock János utca – Nyomási Iskola (Ceglédi út)           |
| 9. számú járat. Hock János utca – Talfája köz                           |
| 10. számú járat. Hock János utca – Budai-kapu – (22. számú Vegyesbolt)  |
| 11. számú járat. Hock János utca – Bogovics-falu (Széchenyivároson túl) |
| 12. számú járat. Hock János utca – Köztemető                            |
| 20. számú járat. Hock János utca – Széchenyiváros                       |

| Kecskemét autóbuszvonalai (1997)                                                             |
| -------------------------------------------------------------------------------------------- |
| 1. számú járat. Noszlopy Gáspár park – Felsőszéktó                                           |
| 2. számú járat. Széchenyi tér – Rendőrfalu                                                   |
| 3. számú járat. Noszlopy Gáspár park – Műkertváros                                           |
| 4. számú járat. Széchenyi tér – Repülőtér                                                    |
| 5. számú járat. Noszlopy Gáspár park – Máriaváros                                            |
| 6. számú járat. Széchenyiváros – Szeleifalu                                                  |
| 7. számú járat. Noszlopy Gáspár park – Petőfi Nyomda                                         |
| 8. számú járat. Széchenyi tér – Nyomási iskola                                               |
| 9. számú járat. Széchenyi tér – Talfája köz                                                  |
| 10. számú járat. Széchenyi tér – Budai út                                                    |
| 11. számú járat. Széchenyi tér – Felsőszéktó                                                 |
| 12. számú járat. Széchenyiváros – Köztemető                                                  |
| 13. számú járat. Széchenyiváros – Knorr Bremse                                               |
| 14. számú járat. Széchenyi tér – Széchenyiváros                                              |
| 15. számú járat. Noszlopy Gáspár park – Hetényegyháza                                        |
| 16. számú járat. Széchenyi tér – Miklovicsfalu                                               |
| 18. számú járat. Széchenyi tér – Köztemető                                                   |
| 19. számú járat. Noszlopy Gáspár park – Miklóstelep                                          |
| 20. számú járat. Széchenyi tér – Széchenyiváros                                              |
| 21-1. számú járat. Noszlopy Gáspár park – Széchenyiváros – Rávágy tér – Noszlopy Gáspár park |
| 21-2. számú járat. Noszlopy Gáspár park – Rávágy tér – Széchenyiváros – Noszlopy Gáspár park |
| 22. számú járat. Széchenyiváros – Sport utca                                                 |
| 23. számú járat. Noszlopy Gáspár park – Katonatelep                                          |
| 24. számú járat. Széchenyiváros – Házgyár                                                    |
| 25. számú járat. Noszlopy Gáspár park – Műkertváros                                          |
| 28. számú járat. Széchenyi tér – Kiskőrösi úti iskola                                        |
| 29. számú járat. Noszlopy Gáspár park – Széchenyiváros – Hetényegyháza                       |
| 38. számú járat. Széchenyi tér – Köztemető – Nyomási iskola                                  |

| Kecskemét autóbuszvonalai (2008) | Kecskemét autóbuszvonalai (2008)                                          | Kecskemét autóbuszvonalai (2008) | Kecskemét autóbuszvonalai (2008) | Kecskemét autóbuszvonalai (2008) | Kecskemét autóbuszvonalai (2008) | Kecskemét autóbuszvonalai (2008) | Kecskemét autóbuszvonalai (2008) | Kecskemét autóbuszvonalai (2008) | Kecskemét autóbuszvonalai (2008) | Kecskemét autóbuszvonalai (2008)                                                |
| Járat                            | Útvonal leírása                                                           | Út (km)                          | Idő (perc)                       | Iskolai előadási napokon         | Iskolai előadási napokon         | Tanszünetben munkanapokon        | Tanszünetben munkanapokon        | Szabad- és munkaszüneti napokon  | Szabad- és munkaszüneti napokon  | Megjegyzés                                                                      |
| Járat                            | Útvonal leírása                                                           | Út (km)                          | Idő (perc)                       | első-utolsó járat indul:         | indí- tások szá- ma:             | első-utolsó járat indul:         | indí- tások szá- ma:             | első-utolsó járat indul:         | indí- tások szá- ma:             | Megjegyzés                                                                      |
| -------------------------------- | ------------------------------------------------------------------------- | -------------------------------- | -------------------------------- | -------------------------------- | -------------------------------- | -------------------------------- | -------------------------------- | -------------------------------- | -------------------------------- | ------------------------------------------------------------------------------- |
| 1                                | Noszlopy Gáspár park – Homokbánya, kollégium                              | 7,1                              | 25                               | 4.35–22.30                       | 63-64                            | 4.35–22.30                       | 45                               | 4.35–22.30                       | 36                               |                                                                                 |
| 1                                | Homokbánya, kollégium – Noszlopy Gáspár park                              | 7,2                              | 25                               | 4.55–22.50                       | 63-64                            | 4.55–22.50                       | 45                               | 4.55–22.50                       | 36                               |                                                                                 |
| 2                                | Széchenyi tér – Rendőrfalu – Széchenyi tér                                | 8,0                              | 25                               | 5.00–22.20                       | 39-45                            | 5.00–22.20                       | 24-30                            | 5.45–21.45                       | 11                               |                                                                                 |
| 2A                               | Széchenyi tér – Gokart Stadion / Nagybani Piac – Széchenyi tér            | 9,9                              | 30                               | 6.45–18.45                       | 5-11                             | 6.45–18.45                       | 5-11                             | 7.15–12.45                       | 12                               | a 2-es vonal betétjárata; egyes járatok csak a Gokart Stadionig/től közlekednek |
| 3                                | Széchenyi tér – Műkertváros – Széchenyi tér                               | 8,1                              | 23                               | 5.15–22.20                       | 48                               | 5.15–22.20                       | 34                               | 5.15–22.20                       | 33                               |                                                                                 |
| 4                                | Széchenyi tér – Repülőtér                                                 | 6,3                              | 15                               | 5.15–22.20                       | 36                               | 5.15–22.20                       | 24-25                            | 5.15–22.20                       | 15                               |                                                                                 |
| 4                                | Repülőtér – Széchenyi tér                                                 | 5,4                              | 15                               | 5.30–22.35                       | 36                               | 5.30–22.35                       | 24-25                            | 5.30–22.35                       | 15                               |                                                                                 |
| 4A                               | Széchenyi tér – Kisfái, iskola                                            | 9,5                              | 20                               | 4.50–17.45                       | 6                                | 4.50–17.45                       | 6                                | 7.15–16.15                       | 3                                |                                                                                 |
| 4A                               | Kisfái, iskola – Széchenyi tér                                            | 8,6                              | 19                               | 5.10–18.05                       | 6                                | 5.10–18.05                       | 6                                | 7.35–16.35                       | 3                                |                                                                                 |
| 4C                               | Széchenyi tér – Phoenix Mecano                                            | 4,4                              | 13                               | 5.35–21.35                       | 5                                | 5.35–21.35                       | 5                                | 05.35                            | 0-1                              | hétfőtől szombatig közlekedik                                                   |
| 4C                               | Phoenix Mecano – Széchenyi tér                                            | 3,5                              | 12                               | 6.15–22.10                       | 5                                | 6.15–22.10                       | 5                                | 06.15                            | 0-1                              | hétfőtől szombatig közlekedik                                                   |
| 5                                | Széchenyi tér – Máriaváros – Széchenyi tér                                | 5,7                              | 15                               | 6.55–17.55                       | 12                               | 6.55–17.55                       | 10                               | 6.55–19.55                       | 8                                |                                                                                 |
| 6                                | Széchenyi tér – Szeleifalu – Széchenyi tér                                | 8,8                              | 28                               | 5.00–22.20                       | 43                               | 5.00–22.20                       | 33                               | 5.15–22.20                       | 22                               |                                                                                 |
| 7                                | Noszlopy Gáspár park – Knorr-Bremse – Mindszenti körút (Szilády Nyomda)   | 7,4                              | 25                               | 6.10–15.40                       | 5                                | 6.10–15.40                       | 5                                | –                                | 0                                | szabad- és munkaszüneti napokon nem közlekedik                                  |
| 7                                | Mindszenti körút (Szilády Nyomda) – Noszlopy Gáspár park                  | 4,7                              | 15                               | 6.35–16.05                       | 5                                | 6.35–16.05                       | 5                                | –                                | 0                                | szabad- és munkaszüneti napokon nem közlekedik                                  |
| 7C                               | Noszlopy Gáspár park – Mindszenti körút (Szilády Nyomda)                  | 5,4                              | 15                               | 5.15–21.15                       | 7                                | 5.15–21.15                       | 7                                | –                                | 0                                | szabad- és munkaszüneti napokon nem közlekedik                                  |
| 7C                               | Mindszenti körút (Szilády Nyomda) – Noszlopy Gáspár park                  | 4,7                              | 15                               | 5.30–22.00                       | 7                                | 5.30–22.00                       | 7                                | –                                | 0                                | szabad- és munkaszüneti napokon nem közlekedik                                  |
| 9                                | Széchenyi tér – Talfája köz – Széchenyi tér                               | 4,9                              | 16                               | 6.50–18.50                       | 13                               | 6.50–18.50                       | 12                               | 7.05–12.50                       | 3                                |                                                                                 |
| 10                               | Széchenyi tér – Tesco                                                     | 4,1                              | 12                               | 5.15–22.20                       | 27                               | 5.15–22.20                       | 27                               | 5.15–22.20                       | 18                               |                                                                                 |
| 10                               | Tesco – Széchenyi tér                                                     | 4,2                              | 13                               | 5.25–22.30                       | 27                               | 5.25–22.30                       | 27                               | 5.25–22.30                       | 18                               |                                                                                 |
| 11                               | Széchenyi tér – Zápor utca                                                | 5,7                              | 19                               | 5.00–22.20                       | 30                               | 5.00–22.20                       | 27                               | 5.00–22.20                       | 18                               |                                                                                 |
| 11                               | Zápor utca – Széchenyi tér                                                | 6,9                              | 21                               | 4.55–22.40                       | 30                               | 4.55–22.40                       | 27                               | 4.55–22.40                       | 18                               |                                                                                 |
| 12                               | Széchenyi tér – Köztemető I. kapu – Széchenyi tér                         | 7,8                              | 30                               | 5.15–22.20                       | 32                               | 5.15–22.20                       | 32                               | 5.15–22.20                       | 32                               |                                                                                 |
| 13                               | Széchenyi tér – Knorr-Bremse                                              | 3,7                              | 13                               | 4.45–21.45                       | 23                               | 4.45–21.45                       | 23                               | 5.15–18.15                       | 14                               |                                                                                 |
| 13                               | Knorr-Bremse – Széchenyi tér                                              | 3,8                              | 14                               | 5.00–22.00                       | 23                               | 5.00–22.00                       | 23                               | 5.30–18.30                       | 14                               |                                                                                 |
| 13C                              | Március 15. utca 51. – Knorr-Bremse                                       | 6,9                              | 18                               | 05.15                            | 1                                | 05.15                            | 1                                | –                                | 0                                | a 13-as vonal betétjárata; szabad- és munkaszüneti napokon nem közlekedik       |
| 13C                              | Knorr-Bremse – Március 15. utca 51.                                       | 6,9                              | 19                               | 14.00                            | 1                                | 14.00                            | 1                                | –                                | 0                                | a 13-as vonal betétjárata; szabad- és munkaszüneti napokon nem közlekedik       |
| 14                               | Széchenyi tér – Margaréta utca                                            | 3,7                              | 12                               | 4.45–22.45                       | 82                               | 4.45–22.45                       | 68                               | 4.45–22.20                       | 53                               |                                                                                 |
| 14                               | Margaréta utca – Széchenyi tér                                            | 3,4                              | 11                               | 4.55–22.55                       | 82                               | 4.55–22.55                       | 68                               | 4.55–22.30                       | 53                               |                                                                                 |
| 15                               | Noszlopy Gáspár park – Hetényegyháza                                      | 14,1                             | 30                               | 5.15–22.30                       | 28                               | 5.15–22.30                       | 28                               | 5.15–22.30                       | 19                               |                                                                                 |
| 15                               | Hetényegyháza – Noszlopy Gáspár park                                      | 14,1                             | 30                               | 5.15–22.30                       | 28                               | 5.15–22.30                       | 28                               | 5.15–22.30                       | 19                               |                                                                                 |
| 16                               | Széchenyi tér – Miklovicsfalu                                             | 3,0                              | 10                               | 5.20–22.20                       | 30                               | 5.20–22.20                       | 26                               | 5.20–19.20                       | 15                               |                                                                                 |
| 16                               | Miklovicsfalu – Széchenyi tér                                             | 2,5                              | 9                                | 5.00–22.30                       | 31                               | 5.00–22.30                       | 27                               | 5.30–19.30                       | 15                               |                                                                                 |
| 17                               | Széchenyi tér – Auchan, Pólus Róna                                        | 5,8                              | 19                               | 6.35–19.35                       | 13                               | 6.35–19.35                       | 13                               | 6.35–16.35                       | 10                               | csak az Auchan nyitvatartási napjain közlekedett, 208. december 31-ig           |
| 17                               | Auchan, Pólus Róna – Széchenyi tér                                        | 6,9                              | 20                               | 7.00–20.00                       | 13                               | 7.00–20.00                       | 13                               | 7.00–17.00                       | 10                               | csak az Auchan nyitvatartási napjain közlekedett, 208. december 31-ig           |
| 18                               | Széchenyi tér – Köztemető II. kapu                                        | 4,7                              | 13                               | 5.00–22.20                       | 32                               | 5.00–22.20                       | 30                               | 5.30–22.00                       | 31                               |                                                                                 |
| 18                               | Köztemető II. kapu – Széchenyi tér                                        | 4,0                              | 11                               | 5.13–22.33                       | 32                               | 5.13–22.33                       | 30                               | 5.43–22.13                       | 31                               |                                                                                 |
| 19                               | Noszlopy Gáspár park – Miklóstelep                                        | 9,4                              | 21                               | 4.35–16.55                       | 10                               | 4.35–16.55                       | 10                               | 7.30–12.45                       | 2                                |                                                                                 |
| 19                               | Miklóstelep – Noszlopy Gáspár park                                        | 9,6                              | 21                               | 4.55–17.15                       | 10                               | 4.55–17.15                       | 10                               | 7.50–13.05                       | 2                                |                                                                                 |
| 20                               | Széchenyi tér – Széchenyiváros – Széchenyi tér                            | 4,0                              | 14                               | 4.30–22.30                       | 61                               | 4.30–22.30                       | 53                               | 4.30–22.30                       | 49                               |                                                                                 |
| 21-1                             | Noszlopy Gáspár park – Széchenyiváros – Rávágy tér – Noszlopy Gáspár park | 8,2                              | 29                               | 5.20–18.00                       | 33                               | 5.30–18.00                       | 26                               | 6.00–20.00                       | 25                               | körjárat                                                                        |
| 22                               | Noszlopy Gáspár park – Széchenyiváros – Kórházak – Noszlopy Gáspár park   | 12,4                             | 42                               | 4.35–20.15                       | 20                               | 4.35–20.15                       | 20                               | 6.15–17.15                       | 12                               |                                                                                 |
| 23                               | Széchenyi tér – Katonatelep – Széchenyi tér                               | 17,7                             | 45                               | 4.30–22.30                       | 33                               | 4.30–22.30                       | 33                               | 5.00–22.30                       | 18                               |                                                                                 |
| 25                               | Noszlopy Gáspár park – Műkertváros – Noszlopy Gáspár park                 | 10,1                             | 29                               | 5.00–18.00                       | 18                               | 5.00–18.00                       | 15                               | –                                | 0                                | szabad- és munkaszüneti napokon nem közlekedik                                  |
| 28                               | Széchenyi tér – Szeleifalu – Kiskőrösi úti iskola – Széchenyi tér         | 12,7                             | 30                               | 5.10–17.10                       | 14                               | 5.10–17.10                       | 10                               | –                                | 0                                | szabad- és munkaszüneti napokon nem közlekedik                                  |
| 29                               | Széchenyi tér – Széchenyiváros – Hetényegyháza                            | 12,7                             | 29                               | 5.30–17.30                       | 18                               | 5.30–17.30                       | 12                               | 8.15–17.45                       | 9                                |                                                                                 |
| 29                               | Hetényegyháza – Széchenyiváros – Széchenyi tér                            | 12,7                             | 29                               | 5.00–18.00                       | 19                               | 5.00–18.00                       | 14                               | 7.30–17.15                       | 9                                |                                                                                 |
| 32                               | Noszlopy Gáspár park – Matkó (iskolabusz)                                 | 14,4                             | 25                               | 6.50–13.25                       | 2                                | –                                | 0                                | –                                | 0                                | az 52-es vonal betétjárata; csak iskolai előadási napokon közlekedik            |
| 32                               | Matkó – Noszlopy Gáspár park (iskolabusz)                                 | 14,2                             | 25                               | 7.15–13.55                       | 2                                | –                                | 0                                | –                                | 0                                | az 52-es vonal betétjárata; csak iskolai előadási napokon közlekedik            |
| 52                               | Noszlopy Gáspár park – Matkó                                              | 14,4                             | 24                               | 6.00–22.40                       | 16                               | 6.00–22.40                       | 16                               | 7.20–19.40                       | 7                                |                                                                                 |
| 52                               | Matkó – Noszlopy Gáspár park                                              | 14,2                             | 24                               | 5.05–21.10                       | 16                               | 5.05–21.10                       | 16                               | 6.30–19.10                       | 7                                |                                                                                 |
| 54                               | Noszlopy Gáspár park – Borbás                                             | 9,1                              | 16                               | 6.50–16.20                       | 3                                | 6.50–16.20                       | 2                                | –                                | 0                                | szabad- és munkaszüneti napokon nem közlekedik                                  |
| 54                               | Borbás – Noszlopy Gáspár park                                             | 9,1                              | 16                               | 7.08–16.43                       | 3                                | 7.08–16.43                       | 2                                | –                                | 0                                | szabad- és munkaszüneti napokon nem közlekedik                                  |
| 112                              | Széchenyi tér – Köztemető I. kapu                                         |                                  |                                  | –                                | –                                | –                                | –                                | szükség szerint                  | szükség szerint                  | november 1-jén közlekedik                                                       |
| 118                              | Széchenyi tér – Köztemető II. kapu                                        |                                  |                                  | –                                | –                                | –                                | –                                | szükség szerint                  | szükség szerint                  | november 1-jén közlekedik                                                       |
| TESCO1                           | Köztemető I. kapu – Tesco                                                 |                                  |                                  |                                  |                                  |                                  |                                  |                                  |                                  | nem a DAKK Zrt. üzemelteti                                                      |
| TESCO1                           | Tesco – Köztemető I. kapu                                                 |                                  |                                  |                                  |                                  |                                  |                                  |                                  |                                  | nem a DAKK Zrt. üzemelteti                                                      |
| TESCO2                           | Kurucz tér – Tesco                                                        |                                  |                                  |                                  |                                  |                                  |                                  |                                  |                                  | nem a DAKK Zrt. üzemelteti                                                      |
| TESCO2                           | Tesco – Kurucz tér                                                        |                                  |                                  |                                  |                                  |                                  |                                  |                                  |                                  | nem a DAKK Zrt. üzemelteti                                                      |

| Kecskemét autóbuszvonalai (2014) | Kecskemét autóbuszvonalai (2014)                                          | Kecskemét autóbuszvonalai (2014) | Kecskemét autóbuszvonalai (2014) | Kecskemét autóbuszvonalai (2014) | Kecskemét autóbuszvonalai (2014) | Kecskemét autóbuszvonalai (2014) | Kecskemét autóbuszvonalai (2014) | Kecskemét autóbuszvonalai (2014) | Kecskemét autóbuszvonalai (2014) | Kecskemét autóbuszvonalai (2014)                                                |
| Járat                            | Útvonal leírása                                                           | Út (km)                          | Idő (perc)                       | Iskolai előadási napokon         | Iskolai előadási napokon         | Tanszünetben munkanapokon        | Tanszünetben munkanapokon        | Szabad- és munkaszüneti napokon  | Szabad- és munkaszüneti napokon  | Megjegyzés                                                                      |
| Járat                            | Útvonal leírása                                                           | Út (km)                          | Idő (perc)                       | első-utolsó járat indul:         | indí- tások szá- ma:             | első-utolsó járat indul:         | indí- tások szá- ma:             | első-utolsó járat indul:         | indí- tások szá- ma:             | Megjegyzés                                                                      |
| -------------------------------- | ------------------------------------------------------------------------- | -------------------------------- | -------------------------------- | -------------------------------- | -------------------------------- | -------------------------------- | -------------------------------- | -------------------------------- | -------------------------------- | ------------------------------------------------------------------------------- |
| 1                                | Noszlopy Gáspár park – Homokbánya, kollégium                              | 7,1                              | 25                               | 4.35–22.30                       | 63-64                            | 4.35–22.30                       | 45                               | 4.35–22.30                       | 36                               |                                                                                 |
| 1                                | Homokbánya, kollégium – Noszlopy Gáspár park                              | 7,2                              | 25                               | 4.55–22.50                       | 63-64                            | 4.55–22.50                       | 45                               | 4.55–22.50                       | 36                               |                                                                                 |
| 2                                | Széchenyi tér – Rendőrfalu – Széchenyi tér                                | 8,0                              | 25                               | 5.00–22.20                       | 39-45                            | 5.00–22.20                       | 24-30                            | 5.45–21.45                       | 11                               |                                                                                 |
| 2A                               | Széchenyi tér – Gokart Stadion / Nagybani Piac – Széchenyi tér            | 9,9                              | 30                               | 6.45–18.45                       | 5-11                             | 6.45–18.45                       | 5-11                             | 7.15–12.45                       | 12                               | a 2-es vonal betétjárata; egyes járatok csak a Gokart Stadionig/től közlekednek |
| 2D                               | Noszlopy Gáspár park – Széchenyi tér – Matkói út – Daimler I. kapu        | 9,9                              | 30                               | 4.55–10.00                       | 20-25                            | 10.00–13.00                      | 30                               | 13.00–23.30                      | 15                               | 2-es vonal betétjárata; egyes járatok csak a Gokart Stadionig/től közlekednek   |
| 3                                | Széchenyi tér – Műkertváros – Széchenyi tér                               | 8,1                              | 23                               | 5.15–22.20                       | 48                               | 5.15–22.20                       | 34                               | 5.15–22.20                       | 33                               |                                                                                 |
| 4                                | Széchenyi tér – Repülőtér                                                 | 6,3                              | 15                               | 5.15–22.20                       | 36                               | 5.15–22.20                       | 24-25                            | 5.15–22.20                       | 15                               |                                                                                 |
| 4                                | Repülőtér – Széchenyi tér                                                 | 5,4                              | 15                               | 5.30–22.35                       | 36                               | 5.30–22.35                       | 24-25                            | 5.30–22.35                       | 15                               |                                                                                 |
| 4A                               | Széchenyi tér – Kisfái, iskola                                            | 9,5                              | 20                               | 4.50–17.45                       | 6                                | 4.50–17.45                       | 6                                | 7.15–16.15                       | 3                                |                                                                                 |
| 4A                               | Kisfái, iskola – Széchenyi tér                                            | 8,6                              | 19                               | 5.10–18.05                       | 6                                | 5.10–18.05                       | 6                                | 7.35–16.35                       | 3                                |                                                                                 |
| 5                                | Széchenyi tér – Máriaváros – Széchenyi tér                                | 5,7                              | 15                               | 6.55–17.55                       | 12                               | 6.55–17.55                       | 10                               | 6.55–19.55                       | 8                                |                                                                                 |
| 6                                | Széchenyi tér – Szeleifalu – Széchenyi tér                                | 8,8                              | 28                               | 5.00–22.20                       | 43                               | 5.00–22.20                       | 33                               | 5.15–22.20                       | 22                               |                                                                                 |
| 7                                | Noszlopy Gáspár park – Knorr-Bremse – Mindszenti körút (Szilády Nyomda)   | 7,4                              | 25                               | 6.10–15.40                       | 5                                | 6.10–15.40                       | 5                                | –                                | 0                                | szabad- és munkaszüneti napokon nem közlekedik                                  |
| 7                                | Mindszenti körút (Szilády Nyomda) – Noszlopy Gáspár park                  | 4,7                              | 15                               | 6.35–16.05                       | 5                                | 6.35–16.05                       | 5                                | –                                | 0                                | szabad- és munkaszüneti napokon nem közlekedik                                  |
| 7C                               | Noszlopy Gáspár park – Mindszenti körút (Szilády Nyomda)                  | 5,4                              | 15                               | 5.15–21.15                       | 7                                | 5.15–21.15                       | 7                                | –                                | 0                                | szabad- és munkaszüneti napokon nem közlekedik                                  |
| 7C                               | Mindszenti körút (Szilády Nyomda) – Noszlopy Gáspár park                  | 4,7                              | 15                               | 5.30–22.00                       | 7                                | 5.30–22.00                       | 7                                | –                                | 0                                | szabad- és munkaszüneti napokon nem közlekedik                                  |
| 9                                | Széchenyi tér – Talfája köz – Széchenyi tér                               | 4,9                              | 16                               | 6.50–18.50                       | 13                               | 6.50–18.50                       | 12                               | 7.05–12.50                       | 3                                |                                                                                 |
| 10                               | Széchenyi tér – Tesco                                                     | 4,1                              | 12                               | 5.15–22.20                       | 27                               | 5.15–22.20                       | 27                               | 5.15–22.20                       | 18                               |                                                                                 |
| 10                               | Tesco – Széchenyi tér                                                     | 4,2                              | 13                               | 5.25–22.30                       | 27                               | 5.25–22.30                       | 27                               | 5.25–22.30                       | 18                               |                                                                                 |
| 11                               | Széchenyi tér – Zápor utca                                                | 5,7                              | 19                               | 5.00–22.20                       | 30                               | 5.00–22.20                       | 27                               | 5.00–22.20                       | 18                               |                                                                                 |
| 11                               | Zápor utca – Széchenyi tér                                                | 6,9                              | 21                               | 4.55–22.40                       | 30                               | 4.55–22.40                       | 27                               | 4.55–22.40                       | 18                               |                                                                                 |
| 11A                              | Széchenyi tér – Zápor utca                                                | 5,7                              | 19                               | 5.00–22.20                       | 30                               | 5.00–22.20                       | 27                               | 5.00–22.20                       | 18                               |                                                                                 |
| 11A                              | Zápor utca – Széchenyi tér                                                | 6,9                              | 21                               | 4.55–22.40                       | 30                               | 4.55–22.40                       | 27                               | 4.55–22.40                       | 18                               |                                                                                 |
| 12                               | Széchenyi tér – Köztemető I. kapu – Széchenyi tér                         | 7,8                              | 30                               | 5.15–22.20                       | 32                               | 5.15–22.20                       | 32                               | 5.15–22.20                       | 32                               |                                                                                 |
| 12D                              | Széchenyi tér – Köztemető I. kapu – Széchenyi tér                         | 7,8                              | 30                               | 5.15–22.20                       | 32                               | 5.15–22.20                       | 32                               | 5.15–22.20                       | 32                               |                                                                                 |
| 13                               | Széchenyi tér – Knorr-Bremse                                              | 3,7                              | 13                               | 4.45–21.45                       | 23                               | 4.45–21.45                       | 23                               | 5.15–18.15                       | 14                               |                                                                                 |
| 13                               | Knorr-Bremse – Széchenyi tér                                              | 3,8                              | 14                               | 5.00–22.00                       | 23                               | 5.00–22.00                       | 23                               | 5.30–18.30                       | 14                               |                                                                                 |
| 13C                              | Március 15. utca 51. – Knorr-Bremse                                       | 6,9                              | 18                               | 05.15                            | 1                                | 05.15                            | 1                                | –                                | 0                                | a 13-as vonal betétjárata; szabad- és munkaszüneti napokon nem közlekedik       |
| 13C                              | Knorr-Bremse – Március 15. utca 51.                                       | 6,9                              | 19                               | 14.00                            | 1                                | 14.00                            | 1                                | –                                | 0                                | a 13-as vonal betétjárata; szabad- és munkaszüneti napokon nem közlekedik       |
| 13K                              | Széchenyi tér – Georg Knorr út                                            | 6,9                              | 18                               | 05.15                            | 1                                | 05.15                            | 1                                | –                                | 0                                | a 13-as vonal betétjárata; szabad- és munkaszüneti napokon nem közlekedik       |
| 13K                              | Széchenyi tér – Georg Knorr út                                            | 6,9                              | 19                               | 14.00                            | 1                                | 14.00                            | 1                                | –                                | 0                                | a 13-as vonal betétjárata; szabad- és munkaszüneti napokon nem közlekedik       |
| 14                               | Széchenyi tér – Margaréta utca                                            | 3,7                              | 12                               | 4.45–22.45                       | 82                               | 4.45–22.45                       | 68                               | 4.45–22.20                       | 53                               |                                                                                 |
| 14                               | Margaréta utca – Széchenyi tér                                            | 3,4                              | 11                               | 4.55–22.55                       | 82                               | 4.55–22.55                       | 68                               | 4.55–22.30                       | 53                               |                                                                                 |
| 14D                              | Margaréta utca – Daimler I. kapu                                          | 3,7                              | 12                               | 5.00–21.00                       | 60                               |                                  |                                  |                                  |                                  |                                                                                 |
| 14D                              | Margaréta utca – Daimler I kapu                                           | 3,4                              | 11                               | 4.55–22.55                       | 82                               | 4.55–22.55                       | 68                               | 4.55–22.30                       | 53                               |                                                                                 |
| 15                               | Noszlopy Gáspár park – Hetényegyháza                                      | 14,1                             | 30                               | 5.15–22.30                       | 28                               | 5.15–22.30                       | 28                               | 5.15–22.30                       | 19                               |                                                                                 |
| 15                               | Hetényegyháza – Noszlopy Gáspár park                                      | 14,1                             | 30                               | 5.15–22.30                       | 28                               | 5.15–22.30                       | 28                               | 5.15–22.30                       | 19                               |                                                                                 |
| 15D                              | Hetényegyháza – Daimler I. kapu                                           | 14,1                             | 30                               | 5.15–22.30                       | 28                               | 5.15–22.30                       | 28                               | 5.15–22.30                       | 19                               |                                                                                 |
| 15D                              | Daimler I. kapu – Hetényegyháza                                           | 14,1                             | 30                               | 5.15–22.30                       | 28                               | 5.15–22.30                       | 28                               | 5.15–22.30                       | 19                               |                                                                                 |
| 16                               | Széchenyi tér – Miklovicsfalu                                             | 3,0                              | 10                               | 5.20–22.20                       | 30                               | 5.20–22.20                       | 26                               | 5.20–19.20                       | 15                               |                                                                                 |
| 16                               | Miklovicsfalu – Széchenyi tér                                             | 2,5                              | 9                                | 5.00–22.30                       | 31                               | 5.00–22.30                       | 27                               | 5.30–19.30                       | 15                               |                                                                                 |
| 18                               | Széchenyi tér – Köztemető II. kapu                                        | 4,7                              | 13                               | 5.00–22.20                       | 32                               | 5.00–22.20                       | 30                               | 5.30–22.00                       | 31                               |                                                                                 |
| 18                               | Köztemető II. kapu – Széchenyi tér                                        | 4,0                              | 11                               | 5.13–22.33                       | 32                               | 5.13–22.33                       | 30                               | 5.43–22.13                       | 31                               |                                                                                 |
| 19                               | Noszlopy Gáspár park – Miklóstelep                                        | 9,4                              | 21                               | 4.35–16.55                       | 10                               | 4.35–16.55                       | 10                               | 7.30–12.45                       | 2                                |                                                                                 |
| 19                               | Miklóstelep – Noszlopy Gáspár park                                        | 9,6                              | 21                               | 4.55–17.15                       | 10                               | 4.55–17.15                       | 10                               | 7.50–13.05                       | 2                                |                                                                                 |
| 20                               | Széchenyi tér – Széchenyiváros – Széchenyi tér                            | 4,0                              | 14                               | 4.30–22.30                       | 61                               | 4.30–22.30                       | 53                               | 4.30–22.30                       | 49                               |                                                                                 |
| 21                               | Noszlopy Gáspár park – Széchenyiváros – Rávágy tér – Noszlopy Gáspár park | 8,2                              | 29                               | 5.20–18.00                       | 33                               | 5.30–18.00                       | 26                               | 6.00–20.00                       | 25                               | körjárat                                                                        |
| 22                               | Noszlopy Gáspár park – Széchenyiváros – Kórházak – Noszlopy Gáspár park   | 12,4                             | 42                               | 4.35–20.15                       | 20                               | 4.35–20.15                       | 20                               | 6.15–17.15                       | 12                               |                                                                                 |
| 23                               | Széchenyi tér – Katonatelep – Széchenyi tér                               | 17,7                             | 45                               | 4.30–22.30                       | 33                               | 4.30–22.30                       | 33                               | 5.00–22.30                       | 18                               |                                                                                 |
| 23A                              | Széchenyi tér – Katonatelep – Széchenyi tér                               | 17,7                             | 45                               | 4.30–22.30                       | 33                               | 4.30–22.30                       | 33                               | 5.00–22.30                       | 18                               |                                                                                 |
| 25                               | Noszlopy Gáspár park – Műkertváros – Noszlopy Gáspár park                 | 10,1                             | 29                               | 5.00–18.00                       | 18                               | 5.00–18.00                       | 15                               | –                                | 0                                | szabad- és munkaszüneti napokon nem közlekedik                                  |
| 28                               | Széchenyi tér – Szeleifalu – Kiskőrösi úti iskola – Széchenyi tér         | 12,7                             | 30                               | 5.10–17.10                       | 14                               | 5.10–17.10                       | 10                               | –                                | 0                                | szabad- és munkaszüneti napokon nem közlekedik                                  |
| 29                               | Széchenyi tér – Széchenyiváros – Hetényegyháza                            | 12,7                             | 29                               | 5.30–17.30                       | 18                               | 5.30–17.30                       | 12                               | 8.15–17.45                       | 9                                |                                                                                 |
| 29                               | Hetényegyháza – Széchenyiváros – Széchenyi tér                            | 12,7                             | 29                               | 5.00–18.00                       | 19                               | 5.00–18.00                       | 14                               | 7.30–17.15                       | 9                                |                                                                                 |
| 52                               | Noszlopy Gáspár park – Matkó                                              | 14,4                             | 24                               | 6.00–22.40                       | 16                               | 6.00–22.40                       | 16                               | 7.20–19.40                       | 7                                |                                                                                 |
| 52                               | Matkó – Noszlopy Gáspár park                                              | 14,2                             | 24                               | 5.05–21.10                       | 16                               | 5.05–21.10                       | 16                               | 6.30–19.10                       | 7                                |                                                                                 |
| TESCO1                           | Köztemető I. kapu – Tesco                                                 |                                  |                                  |                                  |                                  |                                  |                                  |                                  |                                  | nem a DAKK Zrt. üzemelteti                                                      |
| TESCO1                           | Tesco – Köztemető I. kapu                                                 |                                  |                                  |                                  |                                  |                                  |                                  |                                  |                                  | nem a DAKK Zrt. üzemelteti                                                      |
| TESCO2                           | Kurucz tér – Tesco                                                        |                                  |                                  |                                  |                                  |                                  |                                  |                                  |                                  | nem a DAKK Zrt. üzemelteti                                                      |
| TESCO2                           | Tesco – Kurucz tér                                                        |                                  |                                  |                                  |                                  |                                  |                                  |                                  |                                  | nem a DAKK Zrt. üzemelteti                                                      |

| 1   | Noszlopy Gáspár park                                                                               | Homokbánya, kollégium                                                                              | 50 perc |                                                                                             |
| 1D  | Homokbánya kollégium                                                                               | Daimler I. kapu (← SMP)                                                                            | 50 perc | Egyes menetek SMP-től indulva közlekednek, ezek fordulóideje 55 perc.                       |
| 2   | Széchenyi tér – Rendőrfalu (hurokjárat)                                                            | Széchenyi tér – Rendőrfalu (hurokjárat)                                                            | 25 perc |                                                                                             |
| 2A  | Széchenyi tér – Rendőrfalu, Gokart Stadion (hurokjárat)                                            | Széchenyi tér – Rendőrfalu, Gokart Stadion (hurokjárat)                                            | 30 perc |                                                                                             |
| 2D  | Noszlopy Gáspár park                                                                               | Daimler I. kapu                                                                                    | 55 perc |                                                                                             |
| 2D  | Noszlopy Gáspár park                                                                               | Tanüzem                                                                                            | 41 perc |                                                                                             |
| 2S  | Noszlopy Gáspár park                                                                               | SMP                                                                                                | 49 perc |                                                                                             |
| 3   | Széchenyi tér → Műkertváros → Széchenyi tér → Széchenyiváros → Széchenyi tér (hurokjárat)          | Széchenyi tér → Műkertváros → Széchenyi tér → Széchenyiváros → Széchenyi tér (hurokjárat)          | 37 perc |                                                                                             |
| 3A  | Széchenyi tér – Műkertváros (hurokjárat)                                                           | Széchenyi tér – Műkertváros (hurokjárat)                                                           | 23 perc |                                                                                             |
| 4   | Margaréta Otthon                                                                                   | Repülőtér                                                                                          | 60 perc | Csak munkanapokon közlekedik.                                                               |
| 4A  | Széchenyi tér                                                                                      | Kisfái                                                                                             | 58 perc |                                                                                             |
| 4C  | Széchenyi tér                                                                                      | Repülőtér                                                                                          | 35 perc |                                                                                             |
| 4C  | Széchenyi tér                                                                                      | Phoenix Mecano                                                                                     | 24 perc |                                                                                             |
| 5   | Széchenyi tér – Máriaváros (hurokjárat)                                                            | Széchenyi tér – Máriaváros (hurokjárat)                                                            | 17 perc |                                                                                             |
| 6   | Széchenyi tér – Szeleifalu (hurokjárat)                                                            | Széchenyi tér – Szeleifalu (hurokjárat)                                                            | 28 perc |                                                                                             |
| 7   | Noszlopy Gáspár park – Nissin Foods (hurokjárat)                                                   | Noszlopy Gáspár park – Nissin Foods (hurokjárat)                                                   | 50 perc | Csak munkanapokon közlekedik.                                                               |
| 7C  | Noszlopy Gáspár park – Nissin Foods (hurokjárat)                                                   | Noszlopy Gáspár park – Nissin Foods (hurokjárat)                                                   | 37 perc | Csak munkanapokon közlekedik.                                                               |
| 7D  | Daimler I. kapu                                                                                    | Noszlopy Gáspár park                                                                               | 15 perc | Csak szabad- és munkaszüneti napokon közlekedik, kizárólag a Noszlopy Gáspár park felé.     |
| 9   | Széchenyi tér – Talfája köz (hurokjárat)                                                           | Széchenyi tér – Talfája köz (hurokjárat)                                                           | 22 perc |                                                                                             |
| 10  | Széchenyi tér                                                                                      | Tesco                                                                                              | 25 perc |                                                                                             |
| 11  | Széchenyi tér                                                                                      | Kadafalvi út                                                                                       | 43 perc |                                                                                             |
| 11A | Széchenyi tér                                                                                      | Auchan Áruház                                                                                      | 48 perc |                                                                                             |
| 12  | Széchenyi tér – Köztemető I. kapu (hurokjárat)                                                     | Széchenyi tér – Köztemető I. kapu (hurokjárat)                                                     | 30 perc |                                                                                             |
| 12D | Noszlopy Gáspár park                                                                               | Daimler I. kapu                                                                                    | 50 perc |                                                                                             |
| 13  | Széchenyi tér                                                                                      | VER-BAU                                                                                            | 27 perc |                                                                                             |
| 13D | Széchenyi tér                                                                                      | Daimler I. kapu                                                                                    | 10 perc | Csak szabad- és munkaszüneti napokon közlekedik, kizárólag a Daimler I. kapu felé.          |
| 13K | Széchenyi tér                                                                                      | Knorr-Bremse (← Nissin Foods)                                                                      | 35 perc | Egy menet munkanapokon a Nissin Foods-tól indul.                                            |
| 14  | Margaréta Otthon                                                                                   | Széchenyi tér                                                                                      | 21 perc |                                                                                             |
| 14D | Margaréta Otthon                                                                                   | Daimler I. kapu                                                                                    | 58 perc |                                                                                             |
| 15  | Hetényegyháza                                                                                      | Noszlopy Gáspár park                                                                               | 70 perc |                                                                                             |
| 15D | Hetényegyháza                                                                                      | Daimler I. kapu                                                                                    | 60 perc |                                                                                             |
| 15D | Hetényegyháza                                                                                      | Knorr-Bremse                                                                                       | 70 perc |                                                                                             |
| 16  | Széchenyi tér                                                                                      | Miklovicsfalu                                                                                      | 19 perc |                                                                                             |
| 18  | Széchenyi tér                                                                                      | Köztemető II. kapu                                                                                 | 25 perc | Csak munkanapokon közlekedik.                                                               |
| 19  | Noszlopy Gáspár park                                                                               | Miklóstelep, forduló                                                                               | 41 perc | Csak munkanapokon közlekedik.                                                               |
| 20  | Széchenyi tér → Széchenyiváros (hurokjárat)                                                        | Széchenyi tér → Széchenyiváros (hurokjárat)                                                        | 14 perc | A 18-as és a 20-as busz összevont járata.                                                   |
| 20H | Széchenyi tér → Köztemető II. kapu → Széchenyi tér → Nyíri úti kórház → Széchenyi tér (hurokjárat) | Széchenyi tér → Köztemető II. kapu → Széchenyi tér → Nyíri úti kórház → Széchenyi tér (hurokjárat) | 45 perc | Csak munkanapokon közlekedik.                                                               |
| 21  | Noszlopy Gáspár park → Széchenyiváros → Árpádváros → Széchenyi tér                                 | Noszlopy Gáspár park → Széchenyiváros → Árpádváros → Széchenyi tér                                 | 29 perc |                                                                                             |
| 21D | Noszlopy Gáspár park                                                                               | Daimler I. kapu                                                                                    | 20 perc |                                                                                             |
| 22  | Noszlopy Gáspár park – Kecskeméti Fürdő (hurokjárat)                                               | Noszlopy Gáspár park – Kecskeméti Fürdő (hurokjárat)                                               | 42 perc |                                                                                             |
| 23  | Széchenyi tér – Katonatelep (hurokjárat)                                                           | Széchenyi tér – Katonatelep (hurokjárat)                                                           | 44 perc | Csak munkanapokon közlekedik.                                                               |
| 23A | Széchenyi tér – Köztemető II. kapu – Katonatelep (hurokjárat)                                      | Széchenyi tér – Köztemető II. kapu – Katonatelep (hurokjárat)                                      | 50 perc | Csak szabad- és munkaszüneti napokon közlekedik.                                            |
| 25  | Noszlopy Gáspár park – Műkertváros (hurokjárat)                                                    | Noszlopy Gáspár park – Műkertváros (hurokjárat)                                                    | 29 perc | Csak munkanapokon közlekedik.                                                               |
| 28  | Széchenyi tér                                                                                      | Szeleifalu                                                                                         | 30 perc |                                                                                             |
| 29  | Széchenyi tér                                                                                      | Hetényegyháza                                                                                      | 60 perc |                                                                                             |
| 32  | Noszlopy Gáspár park                                                                               | Matkó                                                                                              | 55 perc | Csak munkanapokon közlekedik.                                                               |
| 34  | Kadafalva, Mókus utca – Széchenyiváros (hurokjárat)                                                | Kadafalva, Mókus utca – Széchenyiváros (hurokjárat)                                                | 38 perc | Csak munkanapokon közlekedik.                                                               |
| 34A | Kadafalva, Mókus utca                                                                              | Széchenyi tér                                                                                      | 48 perc |                                                                                             |
| 169 | Széchenyi tér → Miklovicsfalu → Talfája köz → Széchenyi tér (hurokjárat)                           | Széchenyi tér → Miklovicsfalu → Talfája köz → Széchenyi tér (hurokjárat)                           | 23 perc | Csak tanítási időszakban, munkanapokon közlekedik. A 9-es és a 16-os busz összevont járata. |
| 916 | Széchenyi tér → Talfája köz → Miklovicsfalu → Széchenyi tér (hurokjárat)                           | Széchenyi tér → Talfája köz → Miklovicsfalu → Széchenyi tér (hurokjárat)                           | 23 perc | Csak munkanapokon közlekedik. A 9-es és a 16-os busz összevont járata.                      |

|  | 1   | Vasútállomás                                                                                                  | Homokbánya Kollégium                                                                                          | 36 perc    | |  |  |
|  | 1D  | Homokbánya Kollégium                                                                                          | Nissin Foods (-Knorr-Bremse)                                                                                  | 51 perc    | |  |  |
|  | 2   | Széchenyi tér                                                                                                 | Rendőrfalu – Széchenyi tér (körjárat)                                                                         | 21 perc    | |  |  |
|  | 2A  | Széchenyi tér                                                                                                 | Rendőrfalu – Széchenyi tér (körjárat)                                                                         | 25 perc    | Érinti a Gokart Stadion és a Szövetség utca megállóhelyeket                                                                                          |  |  |
|  | 2D  | Vasútállomás                                                                                                  | Daimler I. kapu                                                                                               | 54-60 perc | a Vasútállomás felé egyes járatok az SMP megállóhelyhez betérve közlekednek                                                                          |  |  |
|  | 2S  | Vasútállomás                                                                                                  | SMP | 43 perc    | |  |  |
|  | 3   | Széchenyi tér – Műkertváros – Széchenyi tér – Széchenyiváros – Széchenyi tér (körjárat)                       | Széchenyi tér – Műkertváros – Széchenyi tér – Széchenyiváros – Széchenyi tér (körjárat)                       | 35 perc    | |  |  |
|  | 3A  | Széchenyi tér – Műkertváros – Széchenyi tér (körjárat)                                                        | Széchenyi tér – Műkertváros – Széchenyi tér (körjárat)                                                        | 23 perc    | |  |  |
|  | 4   | Margaréta Otthon                                                                                              | Repülőtér | 56-59 perc | Egyes járatok érintik a Sarolta utca és a Phoenix Mecano megallóhelyeket (oda és vissza is)                                                          |  |  |
|  | 4A  | Széchenyi tér                                                                                                 | Borbás – Kisfái                                                                                               | 49-52 perc | |  |  |
|  | 4C  | Széchenyi tér                                                                                                 | Repülőtér/Phoenix Mecano                                                                                      | 23-26 perc | Munkanapokon a Repülőtérig, szabad- és munkaszüneti napokon a Phoenix Mecanoig közlekedik                                                            |  |  |
|  | 5   | Széchenyi tér – Máriaváros – Széchenyi tér (körjárat)                                                         | Széchenyi tér – Máriaváros – Széchenyi tér (körjárat)                                                         | 20 perc    | |  |  |
|  | 6   | Széchenyi tér – Szeleifalu – Széchenyi tér (körjárat)                                                         | Széchenyi tér – Szeleifalu – Széchenyi tér (körjárat)                                                         | 19-23 perc | |  |  |
|  | 7   | Vasútállomás – Széchenyi tér – (VER-BAU -) Nissin Foods – (Széchenyi tér -) Vasútállomás (körjárat)           | Vasútállomás – Széchenyi tér – (VER-BAU -) Nissin Foods – (Széchenyi tér -) Vasútállomás (körjárat)           | 31-39 perc | Szabad- és munkaszüneti napokon nem közlekedik |  |  |
|  | 7C  | Vasútállomás – Széchenyi tér – Nissin Foods – Vasútállomás (körjárat)                                         | Vasútállomás – Széchenyi tér – Nissin Foods – Vasútállomás (körjárat)                                         | 15-30 perc | Szabad- és munkaszüneti napokon nem közlekedik |  |  |
|  | 9   | Széchenyi tér – Talfája köz – Széchenyi tér (körjárat)                                                        | Széchenyi tér – Talfája köz – Széchenyi tér (körjárat)                                                        | 19         | |  |  |
|  | 10  | Széchenyi tér                                                                                                 | Tesco | 20-23 perc | |  |  |
|  | 11  | Széchenyi tér                                                                                                 | Kadafalvi út                                                                                                  | 40 perc    | |  |  |
|  | 11A | Széchenyi tér                                                                                                 | AUCHAN Áruház                                                                                                 | 47 perc    | Ünnepnapokon nem közlekedik |  |  |
|  | 12  | Margaréta Otthon – Széchenyi tér – Köztemető, I. kapu – Széchenyi tér – Margaréta Otthon (körjárat)           | Margaréta Otthon – Széchenyi tér – Köztemető, I. kapu – Széchenyi tér – Margaréta Otthon (körjárat)           | 50-55 perc | |  |  |
|  | 12D | Vasútállomás – Hunyadiváros                                                                                   | Műkertváros – Daimler I. kapu                                                                                 | 46 perc    | |  |  |
|  | 13  | Széchenyi tér                                                                                                 | VER-BAU | 18 perc    | |  |  |
|  | 13D | Széchenyi tér                                                                                                 | Daimler I. kapu                                                                                               | 11 perc    | Munkanapokon nem közlekedik |  |  |
|  | 13K | Széchenyi tér                                                                                                 | Knorr-Bremse                                                                                                  | 25 perc    | |  |  |
|  | 14  | Margaréta Otthon                                                                                              | Széchenyi tér                                                                                                 | 21 perc    | |  |  |
|  | 14D | Margaréta Otthon                                                                                              | Daimler I. kapu                                                                                               | 29-32 perc | |  |  |
|  | 15  | Vasútállomás                                                                                                  | Hetényegyháza                                                                                                 | 60-70 perc | Egyes járatok Miklóstelepi betéressel közlekedik (oda-vissza)                                                                                        |  |  |
|  | 15D | Hetényegyháza                                                                                                 | Daimler I. kapu – Nissin Foods (- Knorr-Bremse)                                                               | 63-65 perc | |  |  |
|  | 16  | Széchenyi tér                                                                                                 | Miklovicsfalu                                                                                                 | 16         | |  |  |
|  | 18  | Széchenyi tér                                                                                                 | Köztemető II. kapu                                                                                            | 25 perc    | Szabad- és munkaszüneti napokon nem közlekedik |  |  |
|  | 19  | Vasútállomás                                                                                                  | Miklóstelep                                                                                                   | 47 perc    | Szabad- és munkaszüneti napokon nem közlekedik |  |  |
|  | 20  | Széchenyi tér – Kórházak – Széchenyi tér (körjárat)                                                           | Széchenyi tér – Kórházak – Széchenyi tér (körjárat)                                                           | 12 perc    | |  |  |
|  | 20H | Széchenyi tér – Köztemető II. kapu – Széchenyi tér – Kórházak – Széchenyi tér                                 | Széchenyi tér – Köztemető II. kapu – Széchenyi tér – Kórházak – Széchenyi tér                                 | 42 perc    | Szabad- és munkaszüneti napokon nem közlekedik |  |  |
|  | 21  | Vasútállomás – Széchenyiváros – Árpádváros – Vasútállomás (körjárat)                                          | Vasútállomás – Széchenyiváros – Árpádváros – Vasútállomás (körjárat)                                          | 21 perc    | |  |  |
|  | 21D | Vasútállomás – Kurucz körút -                                                                                 | Daimler I. kapu                                                                                               | 20 perc    | Szabad- és munkaszüneti napokon nem közlekedik |  |  |
|  | 22  | Vasútállomás – Kecskeméti Fürdő (Csabay Géza körút) – Vasútállomás                                            | Vasútállomás – Kecskeméti Fürdő (Csabay Géza körút) – Vasútállomás                                            | 33-36 perc | |  |  |
|  | 23  | Széchenyi tér – Katonatelep – Széchenyi tér (- Ipoly utca)                                                    | Széchenyi tér – Katonatelep – Széchenyi tér (- Ipoly utca)                                                    | 34-43 perc | Reggel a 6.30-kor induló járat az Ipoly utcáig közlekedik                                                                                            |  |  |
|  | 23A | Széchenyi tér – Köztemető, II. kapu – Katonatelep – Köztemető, II. kapu – Széchenyi tér                       | Széchenyi tér – Köztemető, II. kapu – Katonatelep – Köztemető, II. kapu – Széchenyi tér                       | 44-45 perc | Munkanapokon a Köztemető II. kapu megállóhelyhez nem tér be                                                                                          |  |  |
|  | 25  | Vasútállomás – Műkertváros – Vasútállomás (körjárat)                                                          | Vasútállomás – Műkertváros – Vasútállomás (körjárat)                                                          | 20 perc    | Szabad- és munkaszüneti napokon nem közlekedik |  |  |
|  | 28  | Széchenyi tér – Szeleifalu – Kiskőrösi út – Széchenyi tér (körjárat)                                          | Széchenyi tér – Szeleifalu – Kiskőrösi út – Széchenyi tér (körjárat)                                          | 29-32 perc | |  |  |
|  | 29  | Széchenyi tér – Hetényegyháza                                                                                 | Széchenyi tér – Hetényegyháza                                                                                 | 44-46 perc | Munkanapokon egy járat csak a Hetényegyháza, ABC megállóig közlekedik, és onnan indul vissza                                                         |  |  |
|  | 32  | Vasútállomás                                                                                                  | Matkó | 54 perc    | Szabad- és munkaszüneti napokon nem közlekedik |  |  |
|  | 34  | Kadafalva – Széchenyiváros – Kadafalva                                                                        | Kadafalva – Széchenyiváros – Kadafalva                                                                        | 35 perc    | Szabad- és munkaszüneti napokon nem közlekedik |  |  |
|  | 34A | Széchenyi tér                                                                                                 | Kadafalva | 42 perc    | Szabad- és munkaszüneti napokon nem közlekedik |  |  |
|  | 34V | Kadafalva – Vásárhelyi Pál Iskola – Széchenyiváros – Vásárhelyi Pál Iskola – Kadafalva (körjárat)             | Kadafalva – Vásárhelyi Pál Iskola – Széchenyiváros – Vásárhelyi Pál Iskola – Kadafalva (körjárat)             | 43 perc    | Szabad- és munkaszüneti napokon nem, csak iskolai előadási napokon közlekedik                                                                        |  |  |
|  | 169 | Széchenyi tér – Miklovicsfalu – Talfája köz – Széchenyi tér                                                   | Széchenyi tér – Miklovicsfalu – Talfája köz – Széchenyi tér                                                   | 30-38 perc | Reggel az Ipoly utcáig közlekedik, délután pedig a Rákóczi Iskolától indul Szabad- és munkaszüneti napokon nem közlekedik                            |  |  |
|  | 350 | Máriaváros, vasútállomás – (Ipoly utca -) Széchenyiváros – (Ipoly utca -) Máriaváros, vasútállomás (körjárat) | Máriaváros, vasútállomás – (Ipoly utca -) Széchenyiváros – (Ipoly utca -) Máriaváros, vasútállomás (körjárat) | 27-30 perc | Reggel a Széchenyiváros felől, délután pedig a Máriaváros vasútállomás felől tér be az Ipoly utcához. Szabad- és munkaszüneti napokon nem közlekedik |  |  |
|  | 353 | Hetényegyháza, vasútállomás – Kikelet utca – Hetényegyháza, vasútállomás (körárat)                            | Hetényegyháza, vasútállomás – Kikelet utca – Hetényegyháza, vasútállomás (körárat)                            | 13 perc    | Szabad- és munkaszüneti napokon nem közlekedik |  |  |
|  | 354 | Hetényegyháza, vasútállomás                                                                                   | Miklós Gy. utca – Hetényegyháza, vasútállomás                                                                 | 27 perc    | Szabad- és munkaszüneti napokon nem közlekedik |  |  |
|  | 916 | Széchenyi tér – Talfája köz – Miklovicsfalu – Széchenyi tér                                                   | Széchenyi tér – Talfája köz – Miklovicsfalu – Széchenyi tér                                                   | 19 perc    | Szabad- és munkaszüneti napokon nem közlekedik |  |  |

|  | 1   | Vasútállomás                                                                                                  | Homokbánya Kollégium                                                                                          | 36 perc    | Az Izsáki út lezárása alatt nem közlekedik! |  |  |
|  | 1D  | Homokbánya Kollégium                                                                                          | Nissin Foods (-Knorr-Bremse)                                                                                  | 51 perc    | Az Izsáki út lezárása alatt nem közlekedik! |  |  |
|  | 2   | Széchenyi tér                                                                                                 | Rendőrfalu – Széchenyi tér (körjárat)                                                                         | 21 perc    | |  |  |
|  | 2A  | Széchenyi tér                                                                                                 | Rendőrfalu – Széchenyi tér (körjárat)                                                                         | 25 perc    | Érinti a Gokart Stadion és a Szövetség utca megállóhelyeket                                                                                          |  |  |
|  | 2D  | Vasútállomás                                                                                                  | Daimler I. kapu                                                                                               | 54-60 perc | a Vasútállomás felé egyes járatok az SMP megállóhelyhez betérve közlekednek                                                                          |  |  |
|  | 2S  | Vasútállomás                                                                                                  | SMP | 43 perc    | |  |  |
|  | 3   | Széchenyi tér – Műkertváros – Széchenyi tér – Széchenyiváros – Széchenyi tér (körjárat)                       | Széchenyi tér – Műkertváros – Széchenyi tér – Széchenyiváros – Széchenyi tér (körjárat)                       | 35 perc    | |  |  |
|  | 3A  | Széchenyi tér – Műkertváros – Széchenyi tér (körjárat)                                                        | Széchenyi tér – Műkertváros – Széchenyi tér (körjárat)                                                        | 23 perc    | |  |  |
|  | 4   | Margaréta Otthon                                                                                              | Repülőtér | 56-59 perc | Egyes járatok érintik a Sarolta utca és a Phoenix Mecano megallóhelyeket (oda és vissza is)                                                          |  |  |
|  | 4A  | Széchenyi tér                                                                                                 | Borbás – Kisfái                                                                                               | 49-52 perc | |  |  |
|  | 4C  | Széchenyi tér                                                                                                 | Repülőtér/Phoenix Mecano                                                                                      | 23-26 perc | Munkanapokon a Repülőtérig, szabad- és munkaszüneti napokon a Phoenix Mecanoig közlekedik                                                            |  |  |
|  | 5   | Széchenyi tér – Máriaváros – Széchenyi tér (körjárat)                                                         | Széchenyi tér – Máriaváros – Széchenyi tér (körjárat)                                                         | 20 perc    | Az Izsáki út lezárása alatt módosított útvonalon közlekedik!                                                                                         |  |  |
|  | 6   | Széchenyi tér – Szeleifalu – Széchenyi tér (körjárat)                                                         | Széchenyi tér – Szeleifalu – Széchenyi tér (körjárat)                                                         | 19-23 perc | |  |  |
|  | 7   | Vasútállomás – Széchenyi tér – (VER-BAU -) Nissin Foods – (Széchenyi tér -) Vasútállomás (körjárat)           | Vasútállomás – Széchenyi tér – (VER-BAU -) Nissin Foods – (Széchenyi tér -) Vasútállomás (körjárat)           | 31-39 perc | Szabad- és munkaszüneti napokon nem közlekedik |  |  |
|  | 7C  | Vasútállomás – Széchenyi tér – Nissin Foods – Vasútállomás (körjárat)                                         | Vasútállomás – Széchenyi tér – Nissin Foods – Vasútállomás (körjárat)                                         | 15-30 perc | Szabad- és munkaszüneti napokon nem közlekedik |  |  |
|  | 9   | Széchenyi tér – Talfája köz – Széchenyi tér (körjárat)                                                        | Széchenyi tér – Talfája köz – Széchenyi tér (körjárat)                                                        | 19         | |  |  |
|  | 10  | Széchenyi tér                                                                                                 | Tesco | 20-23 perc | |  |  |
|  | 11  | Széchenyi tér                                                                                                 | Kadafalvi út                                                                                                  | 40 perc    | Az Izsáki út lezárása alatt nem közlekedik! |  |  |
|  | 11A | Széchenyi tér                                                                                                 | AUCHAN Áruház                                                                                                 | 47 perc    | Az Izsáki út lezárása alatt nem közlekedik! |  |  |
|  | 12  | Margaréta Otthon – Széchenyi tér – Köztemető, I. kapu – Széchenyi tér – Margaréta Otthon (körjárat)           | Margaréta Otthon – Széchenyi tér – Köztemető, I. kapu – Széchenyi tér – Margaréta Otthon (körjárat)           | 50-55 perc | |  |  |
|  | 12D | Vasútállomás – Hunyadiváros                                                                                   | Műkertváros – Daimler I. kapu                                                                                 | 46 perc    | |  |  |
|  | 13  | Széchenyi tér                                                                                                 | VER-BAU | 18 perc    | |  |  |
|  | 13D | Széchenyi tér                                                                                                 | Daimler I. kapu                                                                                               | 11 perc    | Munkanapokon nem közlekedik |  |  |
|  | 13K | Széchenyi tér                                                                                                 | Knorr-Bremse                                                                                                  | 25 perc    | |  |  |
|  | 14  | Margaréta Otthon                                                                                              | Széchenyi tér                                                                                                 | 21 perc    | |  |  |
|  | 14D | Margaréta Otthon                                                                                              | Daimler I. kapu                                                                                               | 29-32 perc | |  |  |
|  | 15  | Vasútállomás                                                                                                  | Hetényegyháza                                                                                                 | 60-70 perc | Az Izsáki út lezárása alatt nem közlekedik! |  |  |
|  | 15D | Hetényegyháza                                                                                                 | Daimler I. kapu – Nissin Foods (- Knorr-Bremse)                                                               | 63-65 perc | Az Izsáki út lezárása alatt nem közlekedik! |  |  |
|  | 16  | Széchenyi tér                                                                                                 | Miklovicsfalu                                                                                                 | 16         | |  |  |
|  | 18  | Széchenyi tér                                                                                                 | Köztemető II. kapu                                                                                            | 25 perc    | Szabad- és munkaszüneti napokon nem közlekedik |  |  |
|  | 19  | Vasútállomás                                                                                                  | Miklóstelep                                                                                                   | 47 perc    | Az Izsáki út lezárása alatt nem közlekedik! |  |  |
|  | 20  | Széchenyi tér – Kórházak – Széchenyi tér (körjárat)                                                           | Széchenyi tér – Kórházak – Széchenyi tér (körjárat)                                                           | 12 perc    | |  |  |
|  | 20H | Széchenyi tér – Köztemető II. kapu – Széchenyi tér – Kórházak – Széchenyi tér                                 | Széchenyi tér – Köztemető II. kapu – Széchenyi tér – Kórházak – Széchenyi tér                                 | 42 perc    | Szabad- és munkaszüneti napokon nem közlekedik |  |  |
|  | 21  | Vasútállomás – Széchenyiváros – Árpádváros – Vasútállomás (körjárat)                                          | Vasútállomás – Széchenyiváros – Árpádváros – Vasútállomás (körjárat)                                          | 21 perc    | |  |  |
|  | 21D | Vasútállomás – Kurucz körút -                                                                                 | Daimler I. kapu                                                                                               | 20 perc    | Szabad- és munkaszüneti napokon nem közlekedik |  |  |
|  | 22  | Vasútállomás – Széchenyiváros – Máriaváros – Széchenyiváros – Vasútállomás                                    | Vasútállomás – Széchenyiváros – Máriaváros – Széchenyiváros – Vasútállomás                                    | 33-36 perc | Az Izsáki út lezárása alatt módosított útvonalon közlekedik!                                                                                         |  |  |
|  | 23  | Széchenyi tér – Katonatelep – Széchenyi tér (- Ipoly utca)                                                    | Széchenyi tér – Katonatelep – Széchenyi tér (- Ipoly utca)                                                    | 34-43 perc | Reggel a 6.30-kor induló járat az Ipoly utcáig közlekedik                                                                                            |  |  |
|  | 23A | Széchenyi tér – Köztemető, II. kapu – Katonatelep – Köztemető, II. kapu – Széchenyi tér                       | Széchenyi tér – Köztemető, II. kapu – Katonatelep – Köztemető, II. kapu – Széchenyi tér                       | 44-45 perc | Munkanapokon a Köztemető II. kapu megállóhelyhez nem tér be                                                                                          |  |  |
|  | 25  | Vasútállomás – Műkertváros – Vasútállomás (körjárat)                                                          | Vasútállomás – Műkertváros – Vasútállomás (körjárat)                                                          | 20 perc    | Szabad- és munkaszüneti napokon nem közlekedik |  |  |
|  | 28  | Széchenyi tér – Szeleifalu – Kiskőrösi út – Széchenyi tér (körjárat)                                          | Széchenyi tér – Szeleifalu – Kiskőrösi út – Széchenyi tér (körjárat)                                          | 29-32 perc | |  |  |
|  | 29  | Széchenyi tér – Hetényegyháza                                                                                 | Széchenyi tér – Hetényegyháza                                                                                 | 44-46 perc | Munkanapokon egy járat csak a Hetényegyháza, ABC megállóig közlekedik, és onnan indul vissza Az Izsáki út lezárása alatt sűrűbben közlekedik!        |  |  |
|  | 32  | Vasútállomás                                                                                                  | Matkó | 54 perc    | Szabad- és munkaszüneti napokon nem közlekedik |  |  |
|  | 34  | Kadafalva – Széchenyiváros – Kadafalva                                                                        | Kadafalva – Széchenyiváros – Kadafalva                                                                        | 35 perc    | Az Izsáki út lezárása alatt nem közlekedik! |  |  |
|  | 34A | Széchenyi tér                                                                                                 | Kadafalva | 42 perc    | Az Izsáki út lezárása alatt nem közlekedik! |  |  |
|  | 34V | Kadafalva – Vásárhelyi Pál Iskola – Széchenyiváros – Vásárhelyi Pál Iskola – Kadafalva (körjárat)             | Kadafalva – Vásárhelyi Pál Iskola – Széchenyiváros – Vásárhelyi Pál Iskola – Kadafalva (körjárat)             | 43 perc    | Szabad- és munkaszüneti napokon nem, csak iskolai előadási napokon közlekedik                                                                        |  |  |
|  | 169 | Széchenyi tér – Miklovicsfalu – Talfája köz – Széchenyi tér                                                   | Széchenyi tér – Miklovicsfalu – Talfája köz – Széchenyi tér                                                   | 30-38 perc | Reggel az Ipoly utcáig közlekedik, délután pedig a Rákóczi Iskolától indul Szabad- és munkaszüneti napokon nem közlekedik                            |  |  |
|  | 350 | Máriaváros, vasútállomás – (Ipoly utca -) Széchenyiváros – (Ipoly utca -) Máriaváros, vasútállomás (körjárat) | Máriaváros, vasútállomás – (Ipoly utca -) Széchenyiváros – (Ipoly utca -) Máriaváros, vasútállomás (körjárat) | 27-30 perc | Reggel a Széchenyiváros felől, délután pedig a Máriaváros vasútállomás felől tér be az Ipoly utcához. Szabad- és munkaszüneti napokon nem közlekedik |  |  |
|  | 353 | Hetényegyháza, vasútállomás – Kikelet utca – Hetényegyháza, vasútállomás (körárat)                            | Hetényegyháza, vasútállomás – Kikelet utca – Hetényegyháza, vasútállomás (körárat)                            | 13 perc    | Szabad- és munkaszüneti napokon nem közlekedik |  |  |
|  | 354 | Hetényegyháza, vasútállomás                                                                                   | Miklós Gy. utca – Hetényegyháza, vasútállomás                                                                 | 27 perc    | Szabad- és munkaszüneti napokon nem közlekedik |  |  |
|  | 600 | Vasútállomás – Széchenyi tér – Vasútállomás                                                                   | Vasútállomás – Széchenyi tér – Vasútállomás                                                                   | 13 perc    | Csak az Izsáki út lezárása alatt közlekedik |  |  |
|  | 601 | Széchenyi tér – Széchenyiváros                                                                                | Petőfiváros – Homokbánya Köllégium                                                                            | 21 perc    | Csak az Izsáki út lezárása alatt közlekedik |  |  |
|  | 610 | Homokbánya Kollégium – Bagoly Egészségház – Homokbánya Kollégium                                              | Homokbánya Kollégium – Bagoly Egészségház – Homokbánya Kollégium                                              | 12 perc    | Csak az Izsáki út lezárása alatt közlekedik |  |  |
|  | 616 | Homokbánya Kollégium – Kadafalva – Homokbánya Kollégium                                                       | Homokbánya Kollégium – Kadafalva – Homokbánya Kollégium                                                       | 16 perc    | Csak az Izsáki út lezárása alatt közlekedik |  |  |
|  | 649 | Hetényegyháza – Homokbánya                                                                                    | Daimler I. kapu – Nissin Foods (- Knorr-Bremse)                                                               | 41-42 perc | Csak az Izsáki út lezárása alatt közlekedik |  |  |
|  | 916 | Széchenyi tér – Talfája köz – Miklovicsfalu – Széchenyi tér                                                   | Széchenyi tér – Talfája köz – Miklovicsfalu – Széchenyi tér                                                   | 19 perc    | Szabad- és munkaszüneti napokon nem közlekedik |  |  |

### Kecskemét vasútvonalai
| Kecskemét vá. 152-es vonal Fülöpszállás felé Megszűnt 143-as vonal Kerekegyháza felé 142-es vonal Lajosmizse felé 140-es vonal Cegléd felé 140-es vonal Kiskunfélegyháza felé 146-os vonal Lakitelek felé Leállított kecskeméti kisvasút |

Kecskemét közigazgatási határán belül 14 normál nyomtávú vasúti megállóhely, illetve vasútállomás található:
| 140-es vonal                            | 142-es vonal | 146-os vonal                                          | 152-es vonal                                     |
| (Budapest–) Cegléd – Kecskemét – Szeged | Budapest – Lajosmizse – Kecskemét | Kunszentmárton – Lakitelek – Kecskemét                | Kecskemét – Fülöpszállás                         |
| --------------------------------------- | --- | ----------------------------------------------------- | ------------------------------------------------ |
| - Katonatelep - Kecskemét               | - Kecskemét-Alsó - Kecskemét-Máriaváros - Miklóstelep - Úrihegy - Hetényegyháza - Nagynyír - Alsóméntelek - Méntelek - Felsőméntelek | - Nyárlőrinci szőlők - Kisfái - Alsóúrrét - Kecskemét | 2007. március 4. óta a személyszállítás szünetel |

A városból indult a Kecskeméti Kisvasút is, melynek két vonala Kiskőrössel és Bugacon át Kiskunmajsával kötötte össze a várost. Az egykor a Rávágy téren végződő kisvasút élénk forgalmat bonyolított le a város és a tanyavilága között, jelenleg azonban szünetel a személyszállítás.

## Vonalhálózat változásai

### Megszüntetett autóbuszvonalak
- 1A: Noszlopy Gáspár park – Homokbánya autóbusz-forduló

- 5A: Széchenyi tér – Máriaváros (összevonták az 5-ös járattal)
- 17: Széchenyi tér – Auchan, Pólus Róna

2009. január 1-jén összevonták az 1-es busszal.
- 8: Széchenyi tér – Nyomási iskola

1997-ben a járatot összevonták a 23-as busszal. Ezzel egyidőben a 23-as vonal végállomása – a Noszlopy Gáspár park helyett – a Széchenyi tér lett.
Nagyon rövid ideig közlekedett 2003-ban az 5-ös viszonylat betétjárataként.
- 21-2: Noszlopy Gáspár park – Rávágy tér – Széchenyiváros – Noszlopy Gáspár park

A 21-2 jelzésű autóbuszok az akkori 21-1 (napjainkban 21-es) útvonalán – de ellenkező irányban – közlekedtek. A Szultán utca és a Széchenyi körút megállóhelyen nem álltak meg. 2007-ben megszűnt.
- 24: Széchenyiváros – Házgyár; Széchenyi tér – Metro Áruház

1999-ben – a Széchenyiváros decentrum felszámolása miatt – megszűnt. Később, kísérleti jelleggel Széchenyi tér és a Metro Áruház között közlekedett.
- 34: Noszlopy Gáspár park – Kisfái, tanüzem

2005-től közlekedett mintegy 1 évig, majd összevonták a 4A viszonylattal. 2018. február 2-ától újra közlekedik Kadafalva és a Széchenyiváros között körjáratként.
- 38: Széchenyi tér – Köztemető II. kapu – Nyomási iskola

2006-ban összevonták a 18-as busszal
- 7D: Daimler I. kapu – Széchenyi tér

Nem vonták össze egyik járattal sem, a viszonylat teljes egészében megszűnt
- éjszakai járatok: kevés utas miatt szűntették meg ezeket
  - 91E: Széchenyi tér – Izsáki út – Petőfiváros – Homokbánya kollégium – Szeleifalu (Mérleg u.) – Rendőrfalu (Halasi út) – Rávágy tér – Széchenyi tér
  - 92E: Egyetem (GAMF) – Izsáki út – Széchenyi tér – Március 15.u. – Akadémia krt. – Széchenyi tér
  - 93E: Egyetem (GAMF) – Izsáki út – Széchenyi tér – Hunyadiváros – Műkertváros – Széchenyi tér
  - 94E: Egyetem (GAMF) – Izsáki út – Széchenyi tér – Katonatelep – Széchenyi tér
  - 95E: Széchenyi tér – Izsáki út – Egyetem (GAMF) – Széchenyi tér

- 2021-es repülőnapon közlekedő járatok a Repülőtérre: ezek a Széchenyi térről, a Vasútállomásról, illetve városszerte parkolókból indult, hogy a Repülőnapra érkezőket a Repülőtérre kivigye, megállás nélkül közlekedtek a kiinduló állomástól a végállomásig:
  - 40, 50, 60, 70: városszerte parkolókból indultak, a Volánbusz autóbuszai közlekedtették
  - 80: Vasútállomás – Repülőtér (KeKo buszai közlekedtették)
  - 90: Széchenyi tér – Repülőtér (KeKo buszai közlekedtették)
- 182: Széchenyi tér – Köztemető II. kapu – Köztemető I. kapu – Széchenyi tér
  - az aluljáró lezárása alatt, a 12-es és a 18-as járatok összevonásával közlekedett

### Szünetelő és megszűnt vasútvonalak
A 152-es számú Fülöpszállás–Kecskemét-vasútvonalon a személyszállítás szünetel 2007. március 4-e óta. A Kecskeméti Kisvasút két vonalán a személyszállítás 2009. december 13-tól, a 2009/2010. évi menetrendváltástól szünetel. A 142-es számú Budapest–Kecskemét-vasútvonal Kecskemét és Lajosmizse közötti szakaszán a személyszállítás 2009. december 13. és 2010. július 4. között szünetelt, jelenleg ideiglenesnek mondott menetrend van érvényben.
A város megszűnt vasútvonala az egykori Hetényegyháza–Kerekegyháza-vasútvonal, melyen 1974. december 31-én állt le a forgalom. A pályát később elbontották.

## Viteldíjak alakulása
A Dél-alföldi Közlekedési Központ viteldíjainak meghatározása a Kecskemét Megyei Jogú Város Önkormányzata hatáskörébe tartozik. A Tesco-buszok díjmentesen igénybe vehetőek.

### Menetjegyek
|                   |      |      |      |
| 2004              | 2006 | 2009 | 2013 |
| 120               | 143  | 190  | 250  |
| előreváltott jegy |      |      |      |

|               |      |      |      |
| 2004          | 2006 | 2009 | 2013 |
| 90            | 108  | 145  | 190  |
| bevásárlójegy |      |      |      |

|                      |      |      |      |
| 2004                 | 2006 | 2009 | 2013 |
| 160                  | 195  | 260  | 335  |
| buszvezetőnél váltva |      |      |      |

### Bérletek
| Bérletjegy típusa: | Havi ára (HUF): | Félhavi ára (HUF): | Negyedéves ára (HUF): | 5 hónapos ára (HUF): | Éves ára (HUF): |
| ------------------ | --------------- | ------------------ | --------------------- | -------------------- | --------------- |
| egyvonalas:        | 5410            | 3660               | 15420                 | –                    | –               |
| összvonalas:       | 6610            | 4420               | 18840                 | –                    | 75400           |
| tanuló/nyugdíjas:  | 2300            | –                  | 6555                  | 10925*               | –               |
| felmutatós:        | 11650           | –                  | –                     | –                    | –               |
| * csak tanuló      |                 |                    |                       |                      |                 |

Az 1D, 12D, 14D, 15-ös, 15D, 19-es, 21D, 23-as, 23A, 29-es, 32-es, 34-es és 34A buszvonalakra nem váltható egyvonalas bérlet, kizárólag összvonalas bérlettel lehet igénybe venni a járatokat. Ezeken a viszonylatokon az egyvonalas bérletek a városon belüli utazásra sem használhatók fel.
Az alábbi vonalakra kiadott egyvonalas bérletek felhasználhatók más viszonylatokon is (2020. januári állapot):
| Egyvonalas bérlet | Teljes vonalon érvényes | Adott szakaszon érvényes                                                                                      |
| ----------------- | ----------------------- | --- |
| 2                 | 2A, 2D, 2S              | – |
| 3                 | 3A                      | – |
| 4                 | 4A, 4C                  | Szabad- és munkaszüneti napokon a 12-es Széchenyi tér → Teleki Pál tér és Aluljáró → Széchenyi tér szakaszán. |
| 7                 | 7C                      | A 7D Noszlopy Gáspár Park – Szélmalom Csárda szakaszán.                                                       |
| 9 és 16           | 169, 916                | – |
| 11                | 11A                     | – |
| 13                | 13K                     | A 13D Noszlopy Gáspár Park – Szélmalom Csárda szakaszán.                                                      |
| 14                | –                       | A 4-es Margaréta Otthon – Széchenyi tér szakaszán.                                                            |
| 18                | –                       | A 20H Széchenyi tér – Köztemető II. kapu, illetve a 23-as és 23A busz Széchenyi tér – METRO szakaszán.        |
| 20                | –                       | A 3-as és a 20H Széchenyi tér – Nyíri úti kórház szakaszán.                                                   |

A Kecskeméti Közlekedési Központ vonaljegyei és bérletei a Volánbusz regionális járatain is érvényesek Kecskemét közigazgatási határán belül. Azokon a helyközi járatokon, ahol helyi tarifa nem érvényes, a helyivel közös szakaszon a helyi bérletjegyek sem érvényesek.
A havi bérletjegyek a hónap első napjától 0:00 órától a tárgyhót követő hónap 5-én 24:00 óráig érvényesek. A 30 napos bérletek kezdőnapja választható, érvényes a kezdőnaptól számított következő tárgyhó azonos napját megelőző napig.

## Utazási feltételek
Az autóbuszra felszállni csak az első ajtón szabad. Felszálláskor az utas köteles a menetjegyét a vezetőfülkénél elhelyezett lyukasztógépen érvényesíteni, illetve bérletjegyét az autóbuszvezetőnek felmutatni. Autóbuszon csak az utazhat, akinek érvényes menetjegye vagy utazási igazolványa van, azonban a 65. életévüket betöltött utasok ingyen utazhatnak, a személyigazolványuk felmutatásával.
| A menetjegy akkor érvényes, ha | A bérletjegy akkor érvényes, ha |
| - a díjszabásban meghatározott értékű, - a Kecskeméti Közlekedési Központ által kibocsátott, - felszállás után közvetlenül a lyukasztógép által érvényesített. | - a díjszabásban meghatározott értékű, - a Kecskeméti Közlekedési Központ által kibocsátott, - az utazás megkezdése előtt a bérletigazolvány számát (diákigazolvány esetében a diákigazolvány számát) a bérletszelvény megfelelő rovatában tintával vagy golyóstollal olvashatóan a tulajdonos feltüntette. |

Sérült, javított vagy megrongált bérlet érvénytelen és ellenőrzéskor bevonják.
Az utas a menetjegyet köteles megőrizni az utazás időtartama alatt. A menetjegyeket az utazás megkezdése után nem szabad átruházni. Az átruházott, illetve jogosulatlanul használt utazási igazolványok érvénytelenek.
Az autóbuszokon dohányozni, fagylaltozni és élelmiszert fogyasztani tilos. Rádiót és magnót az utastérben csak úgy szabad hallgatni, hogy az a többi utastársat ne zavarja.
Az autóbuszjárat végállomásán minden utasnak le kell szállni az autóbuszról.

## Bérlet- és jegyárusító helyek
Bérletjegy váltható a Széchenyi téren található jegypénztárban, a Kecskeméti Közlekedési Központ Ügyfélszolgálati Irodáján (Kéttemplom köz 5.), illetve a Kecskemét 1–8, 10 és Auchan postán.
Menetjegy vásárolható a bérletjegy-váltó helyeken, az Inmedio újságos pavilonjaiban, több Nemzeti Dohányboltban, illetve a Kecskeméti Közlekedési Központ szerződéses partnereinél.